# الكنيسة القبطية الأرثوذكسية
الكنيسة القبطية الأرثوذكسية (بالقبطية: ϯⲉⲕ̀ⲕⲗⲏⲥⲓⲁ ⲛ̀ⲣⲉⲙⲛ̀ⲭⲏⲙⲓ ⲛ̀ⲟⲣⲑⲟⲇⲟⲝⲟⲥ) هي من الكنائس الأرثوذكسية المشرقية، وهي مؤسسة على تعاليم القديس مرقس الذي رافق مار بطرس وبولس وكان يساعدهما في الخدمة و‌التبشير وكان بطرس يسميه ابنه كما ورد في رسالة بطرس الأولى: "يسلم عليكم مرقس ابني"، الأصحاح 5 الآية 13، ومرقس بشَّر بالمسيحية في مصر، خلال فترة حكم الحاكم الروماني نيرون في القرن الأول، بعد حوالي عشرين عاما من انتهاء بشارة المسيح وصعوده إلى السماوات، وقد كان أول شخص يؤمن بالمسيح في مصر إسكافيًا ذهب إليه القديس مرقس بمجرد وصوله إلى مصر لإصلاح حذائه الذي اهترأ من السفر، فصرخ الإسكافي إلى الله عندما دخلت الإبرة التي يعمل بها في يده، وهنا بدأ القديس مرقس يشرح له من هو الله وكيف أتى المسيح لخلاص البشر فآمن الإسكافي وأهل بيته.
إن الكنيسة القبطية –وهي عمرها الآن أكثر من تسعة عشر قرناً من الزمان وبالرغم من الاتحاد والاندماج الكامل للأقباط، فقد استمروا ككيان ديني قوي، وكوَّنوا شخصية مسيحية واضحة في العالم رغم انفصالهم عن معظم الكنائس برفضهم مجمع خلقدونية. فأدى ذلك إلى انعزال الكنيسة القبطية. والكنيسة القبطية تعتبر نفسها مُدافِعاً قوياً عن الإيمان المسيحي. وإن قانون مجمع نيقية –الذي تقرِّهُ كنائس العالم أجمع، قد كتبه أحد أبناء الكنيسة القبطية العظماء: وهو البابا أثناسيوس.

## أصل التسمية
كلمة قبطي تأتي جذورها الأولى من كلمة «حاكبتاح» الهيروغليفية والتي هي بحسب بعض الآراء تشير إلى مدينة ممفيس أو إله مدينة منف، كون الإله بتاح هو إلهها، ولما كانت المدينة يطلق عليها اسم إلهها في بعض الأحيان، فقد أطلق على هذه المدينة اسم الإله خاصتها «الإله بتاح». ولما كانت المدينة إحدى عواصم مصر القديمة فقد ساد اسمها في المنطقة المحيطة واستبدلت بعض أحرفه على مر العصور، فأصبح «هكاتباه» وخلال العصر الإغريقي حوّر الإغريق المصلطح بما يلائم ملافظ الحروف في اللغة اليونانية ومنها استبدال الهاء بالألف، وإضافة الواو والسين، وهما لازمتان لجميع أسماء العلم في اليونانية وكنتيجة للتحوير أصبح المصطلح «إيجيبتوس (باليونانية: Αιγύπτιος)». وساد هذا المصطلح لفترة طويلة، لوصف مصر وسكانها. هناك نظرية ثانية، تقول أن عاصمة مصر العليا في السابق كانت تدعى جيبتو ومنها اشتقت التسمية، وفي جميع الأحوال فإن الموئل واحد، بكون المصطلح ذو جذر يوناني واستخدم لوصف سكان مصر.
بعد أن نقلت اللغة الديموطيقية إلى الأبجدية اليونانية، تكونت بذلك أولى أساسات اللغة القبطية وأصبحت التسمية اليونانية هي الشائعة لوصف مصر ومنها انتقلت إلى مختلف اللغات الحديثة كالإنجليزية؛ أما داخل البلاد فقد تحوّلت في أعقاب الفتح الإسلامي لمصر إلى لقب مخصوص بالكنيسة المصرية، ويشيع استخدامه لوصف المسيحيين فقط. أما كلمة أرثوذكسية فهي قادمة من اليونانية (باليونانية: Ορθοδοξία) بمعنى الإيمان المستقيم أو الإيمان القويم، وقد شاع استخدام هذا المصطلح لدى شتّى الطوائف المسيحية منذ القرون الأولى، وبات رسميًا في أعقاب مجمع نيقية وغايته الأساس التفريق بين الهراطقة الذين ضلّوا حسب رأي الكنيسة عن الإيمان القويم وبين الطوائف المسيحية التي لا تزال متمسكة به. بناءً على ما سبق، يمكن ترجمة مصطلح «الكنيسة القبطية الأرثوذكسية» ترجمة حرفية إلى العربية بحيث تصبح: «الكنيسة المصرية ذات الإيمان القويم».

## التاريخ

### تأسيس كنيسة الإسكندرية ونشأتها (55 أو 61 - 106)

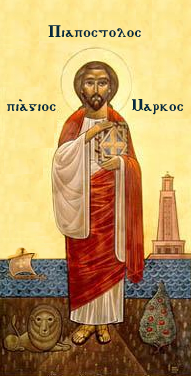
أيقونة قبطية تظهر القديس مرقس، البابا الأول للإسكندرية ومؤسس الكنيسة القبطية.

بحسب التقاليد الكنسية المتوارثة فإن القديس مرقس هو مؤسس الكنيسة القبطية ولذلك تسمى «الكنيسة المرقسية». القديس مرقس هو أحد الرسل السبعين الذين اختارهم يسوع وأطلقهم لنقل البشارة. وقد ورد ذكره في سفر أعمال الرسل كأحد مرافقي القديس بولس في أنطاكية[ ؟ ] وقبرص، وأحد أتباع القديس بطرس وتلامذته، ومن ثم هو أيضًا كاتب الإنجيل الثاني في العهد الجديد والمنسوب لشخصه عن ذكريات نقلها إليه بطرس. أصل القديس مرقس غير معروف، وإن كانت بعض التقاليد وبعض كتابات آباء الكنيسة تعيده إلى مدينة برقة في ليبيا. وصل القديس مرقس إلى الإسكندرية حسب ما يتفق عليه المؤرخون الأقباط حوالي عام 61 ويرجع البعض الآخر ذلك لعام 55، قادمًا من ليبيا حيث بشّر هناك أولاً بعد أن عاد من روما على ما يذكر ساويرس بن المقفع في كتابه «تاريخ البطاركة». وفيها كانت أولى أعماله اجتراح أعجوبة شفاء إنيانوس الذي كان يعمل إسكافيًا، ومن ثم اعتنق إنيانوس المسيحية وغدا أسقفًا ومن ثم البابا الثاني في الإسكندرية. وفق معتقدات الكنيسة القبطية الأرثوذكسية فإن عجائب القديس مرقس قد تعددت، ما ساهم في انتشار المسيحية في المدينة، ومن ثم حوّل إحدى المنازل لأول كنيسة فيها، عرفت فيما بعد باسم بوكاليّا، على ما ذكر المؤرخ يوسابيوس. وأقام أيضًا مدرسة لاهوتية صغيرة كان القديس يسطس أول مدرسيها، وهو غدا يسطس فيما بعد بابا للإسكندرية، وينسب للقديس مرقس في الإسكندرية أيضًا القدّاس المعروف باسم «القدّاس الكيرلسي» الذي لا يزال معمولاً به إلى اليوم.

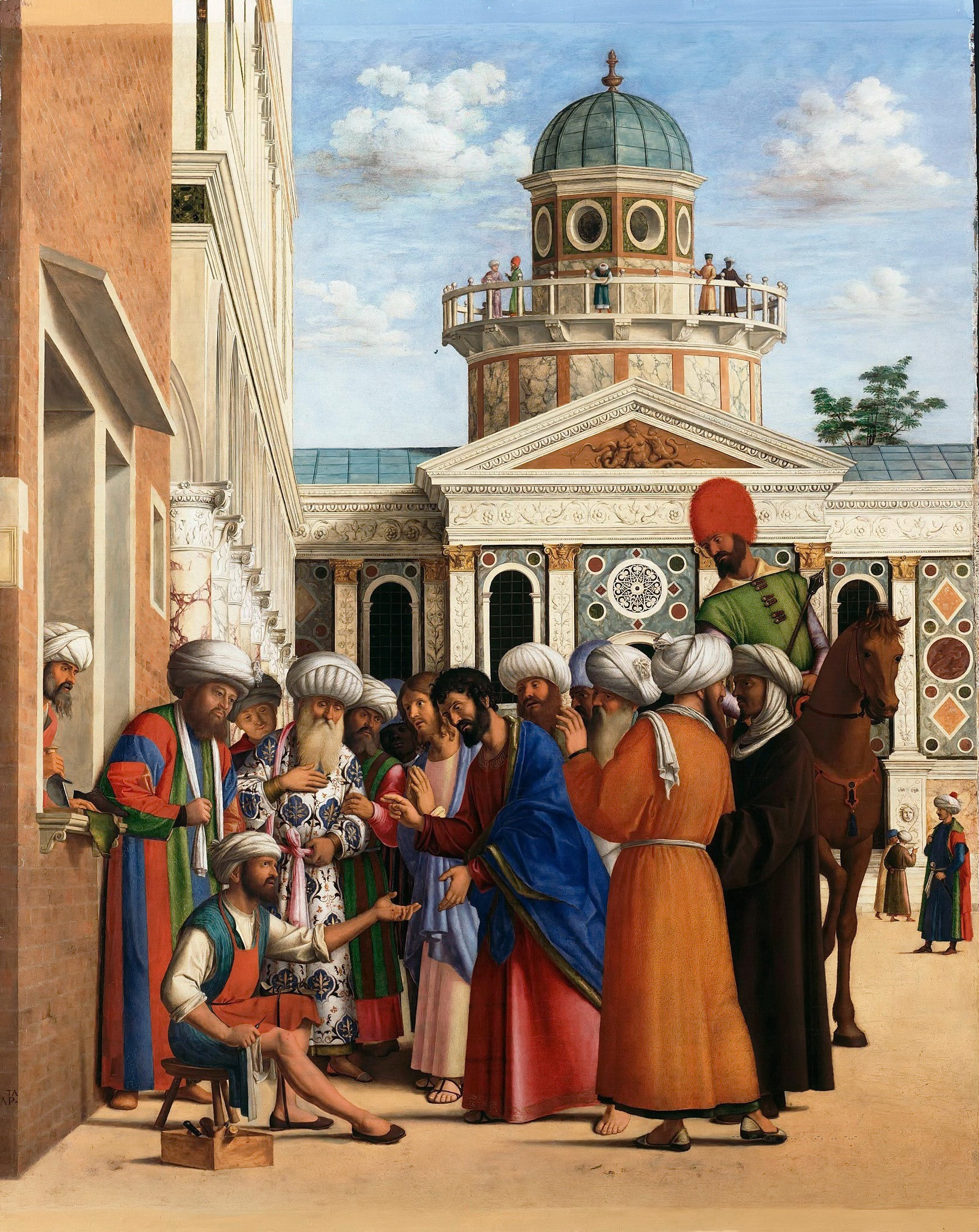
اهتداء القديس إنيانوس، البابا الثاني على يد القديس مرقس. بريشة كونجيليانو، 1490.

تنقل التقاليد الكنسيّة، أن القديس مرقس غادر الإسكندرية في رحلة تبشيرية إلى ليبيا وروما من جديد، ومن ثم عاد إليها وقد نما وتكاثر عدد المسيحيين فيها، ما أثار احتكاكات مع الوثنيين وأتباع الأديان الأخرى؛ تزامن ذلك مع حقبة من اضطهاد المسيحيين على يد الإمبراطورية الرومانية بدأت في روما نفسها على يد نيرون، وقد استمرّ الاضطهاد مستمرًا في مختلف أصقاع الإمبراطورية ردحًا طويلاً، كان أحد ضحاياه عام 68 القديس مرقس نفسه. طريقة موت القديس مرقس، حسب التقاليد القديمة للكنيسة القبطية والكنائس المصريّة بشكل عام، هي السحل. وقد تلاه في رئاسة أساقفة الكنيسة الإسكندرانية إنيانوس، ويقول المؤرخ الروماني يوسابيوس القيصري، أنه في السنة الثامنة في حكم نيرون أصبح إينانوس بطريركًا على الإسكندرية. أبرز أحداث حبريته، ثورة اليهود عام 70 ضد الحكم الروماني والتي أفضت إلى تدمير القدس وهجرة الكثير من اليهود القاطنين بها نحو الإسكندرية أكبر المراكز الاقتصادية في حوض البحر الأبيض المتوسط، فنقلوا معهم قلاقل وعدم استقرار سياسي واقتصادي؛ ولا يمكن القول أن فترة حبريته كانت خالية من الاضطهاد للمسيحيين، لكن وكما حصل في مواقع أخرى من العالم الروماني كان عدد المسيحيين آخذ بالتنامي، حتى رسم البابا إينانوس أساقفة وشمامسة جدد بنتيجة تزايد عدد المسيحيين. وإثر وفاته عام 83 أصبح ميليوس ثالث البطاركة في الإسكندرية، وقد وصف ابن المقفع في كتابه «تاريخ البطاركة» ميليوس بكونه: «ذا عفاف وقد ثبت الشعب على معرفة المسيح، وكثر الشعب الأرثوذكسي بمصر والخمس مدن وأفريقية في حبريته التي امتدت اثني عشر عامًا على الكرسي.» فيمكن استنادًا إلى وصف ابن المقفّع السابق، القول بنمو المطرد للمسيحيين في الإسكندرية وضواحيها أواخر القرن الأول، والذي تصاحب دومًا مع اضطهاد روماني، فإثر وفاة هذا البابا عام 93 لم ينتخب خلفه حتى عام 95 بسبب الاضطهادات وملاحقة المسيحيين، الأمر الذي استتبع في عهد رابع البطاركة كردونوس والمعروف باسم اضطهاد تراجان والذي بدأ عام 98 وكان من نتائجه قتل البطريرك نفسه عام 106. وعلى الرغم من ذلك فقد توافق الأساقفة على بطريرك جديد، ما يدلّ، أنه وعلى الرغم من الاضطهاد الذي لحق بالمسيحيين بعض نصف قرن تقريبًا على تواجدهم في الإسكندرية، إلا أن أساس كنيستهم كان من القوّة بحيث لم ينقرض أو يباد باختلاف أنواع الاضطهاد، بما فيه قتل البابا نفسه.

### شباب الكنيسة وصعودها (106 - 313)

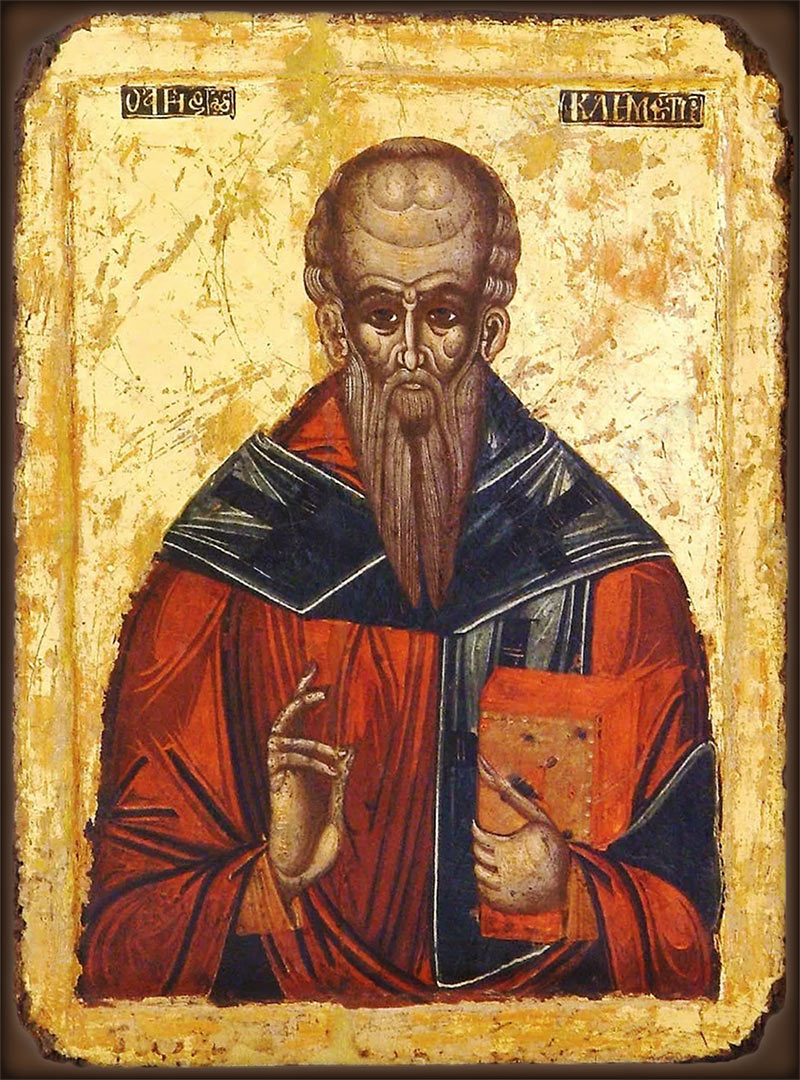
أيقونة تظهر القديس إكليمندس الإسكندري أحد أعلام المدرسة اللاهوتية في الإسكندرية.

يقدم ويل ديورانت بعض المميزات الاجتماعية للجماعات المسيحية في القرون الأولى، بما فيها جماعة مصر. فقد كانت الجماعات المسيحية الأولى مؤلفة بشكل رئيسي من البسطاء وطبقات الشعب الوسطى والفقيرة دون أن تضم علية القوم ومثقفيهم، رغم وجود المنتقلين إلى المسيحية باكرًا من مثل هذه الطبقات غير أنهم ظلوا أقلية. تساعد الجماعة العائلات الأكثر فقرًا فيها وتمدّ بالوقت نفسه حركات التبشير بالأموال؛ وقد تركزت بالمدن الكبرى أكثر من انتشارها في الأرياف ما أدى إلى محافظة هؤلاء على أديانهم القديمة مع تمدد المسيحية في المدن، حتى باتت لفظة قروي في بلاد الشام ومناطق مختلفة من الإمبراطورية الرومانية توافق كلمة وثني. ومقابل عدم الاستقرار في الزيجات ضمن المجتمع ككل، كان التزام الزوج والزوجة في المسيحية دورًا هامًا في تقوية أركان الجماعة المسيحية، وتأمين حياة كريمة لها وللأطفال، الذين تزايد عددهم بطول مدة الزواج. سوى ذلك، فإن الآرامل والعازبات من النساء كان يستفاد من خدماتهنّ بالأعمال اليدوية البسيطة وفي خدمة الكنائس والعناية بالمرضى ورعاية العجزة وإدارة الصدقة للمسيحيين وغيرهم، ما ساهم بانتشار المسيحية، وتأسيس غير مباشر للرهبنة، ووصف المؤرخ الروماني الوثني لوقيان الجماعة المسيحية، بأنها تقتسم جميع ممتلكاتها المادية مع بعضها البعض، كائنين بذلك على صورة العهد الجديد. فكانت الأخلاق المسيحية عاملاً من عوامل انتشار الديانة، وازدجارًا لقيم المجتمع الإغريقي، ووضعًا لقانون يهذب حياة الإنسان، خصوصًا بعد فشل الفلسفة الرواقية في الأخلاق.
أما على صعيد الكنيسة، فقد كان القرن الثاني بدوره حافلاً: انتخب إبريموس عام 106 وأصبح لمدرسة الإسكندرية اللاهوتية شأنًا هامًا في أيامه وتكاثر عدد الكنائس في مصر وخارجها، غير أن الإمبراطور هادريان أمر باضطهاد المسيحيين ونفيهم خارج المدن، ومن ثم أمر بهدم الكنائس. وبعد وفاته عام 118 اختير يسطس بطريركًا والمعلومات حول بطريركيته قليلة للغاية رغم ذكره في كتابات المؤرخين الأقدمين كيوسابيوس النيقموميدي وذكره كذلك في كتابات المؤرخين الأقباط خلال مرحلة القرون الوسطى وما بعدها؛ ولم يستراح المسيحيون في أيامه من الاضطهاد وكذلك في أيام خلفه أومانيوس عام 129 وحتى 141، وقد كان هذا البابا رئيسًا للمدرسة اللاهوتية في الإسكندرية، إذ اشتدّ اضطهاد هادريان خلال حبريته، وقتل خلاله مئات الأقباط ومن بينهم القديسة صوفيا، التي نقل جثمانها لاحقًا إلى القسطنطينية وشيدت آيا صوفيا خلال أيام قسطنطين الأول فوق ضريحها.

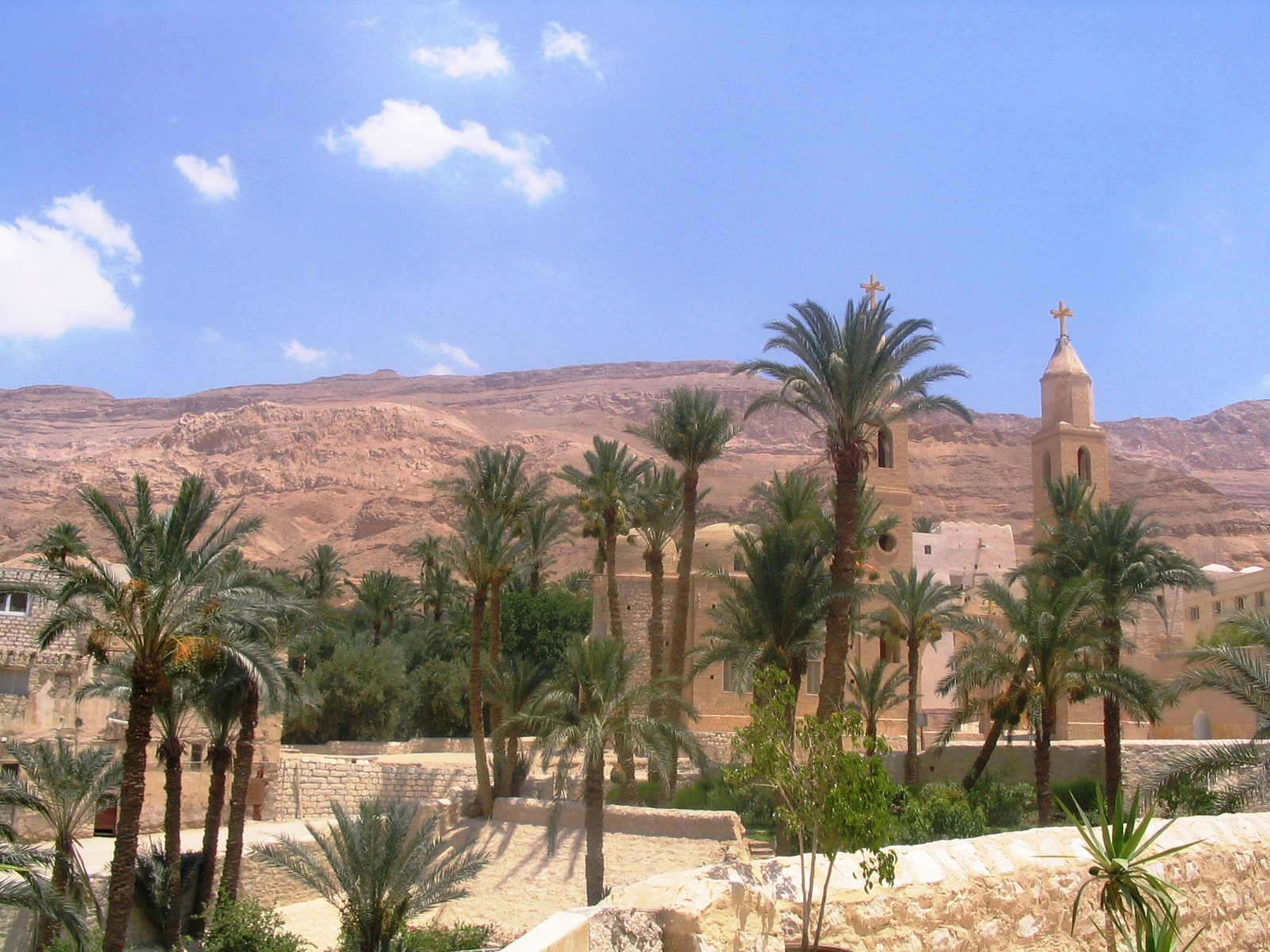
دير الأنبا أنطونيوس في صحراء العرب، والمسمى على اسم القديس أنطونيوس الكبير أب الرهبان.

هدأت الاضهادات في عهد خليفته مرقيانوس وكذلك في عهد كالاديانوس، ويعود السبب في ذلك إلى اعتلاء عرش الإمبراطورية ماركوس أوريليوس وقد كان يميل إلى التسامح يحلم بإقامة الجمهورية الفاضلة التي تحدث عنها أفلاطون وقد أشرك الفلاسفة والحكماء في حكمه. ومنذ منتصف القرن الثاني قدّمت الكنيسة القبطية عددًا وافرًا من آباء الكنيسة ومعلميها الأوائل الذين لا تزال مؤلفاتهم يدرسها طلاب اللاهوت حول العالم يدرسونها حتى اليوم: منهم أوريجانوس الذي ألف أكثر من ستة آلاف كتاب حول تفسير الكتاب المقدس، والقديس إكليمندس الإسكندري الذي زاوج خلال دراسته في المدرسة اللاهوتية بالإسكندرية بين الفلسفة اليونانية واللاهوت المسيحي، ما ساهم في نقل مبادئ الدين إلى لغة مثقفي ذلك العصر من ناحية، وانفتاح المسيحية على العلوم من الناحية الثانية، ويضاف إليهم أثينا غوراس والقديس بنتينوس. يذكر أن بعضًا من أهم آباء الكنيسة اللاحقين في الغرب المسيحي كالقديس أوغسطين والقديس جيروم قد تأثروا بكتابات آباء المدرسة اللاهوتية في الإسكندرية وكتاباتهم، أما على صعيد الإنجازات الأخرى خلال القرن الثاني تسجل أول ترجمة للكتاب المقدس إلى اللغة القبطية بعد أن كان منحصرًا باليونانية التي يجيدها متعلمو الشعب فحسب، وقد وضع في عهد البطريرك ديمتريوس (191 - 232) أول تقويم معتمد لحساب مواقيت الأعياد والأزمنة الطقسية، وسيقوم مجمع نيقية في وقت لاحق بتثبيت هذا التقويم للكنيسة بأسرها خصوصًا فيما يتعلق بحساب موعد عيد الفصح، وجاء في قرار مجمع نيقية أن يقوم بطريرك الإسكندرية، لتقدّم المدينة في علوم الفلك والحساب، بتحديد موعد العيد وإخطار سائر البطاركة بالموعد، ليصار إلى الاحتفال به. توفي ديمتريوس بعد بطريركية طويلة عام 232، ولم يحدث في حبريته ولا في حبرية سلفه يوليانوس (178 - 188) أي اضطهاد عنيف ضد المسيحيين، غير أن التضييقات لم تتوقف، فحظر على الأساقفة خلال عهده مغادرة الإسكندرية. غير أنّ البابا كان يغادرها سرًا، لتعيين القسس الجدد في القرى والمدن الأخرى. ويقول المؤرخ تراتليان، أن ربع سكان الشرق بختام القرن الثاني كانوا من المسيحيين.

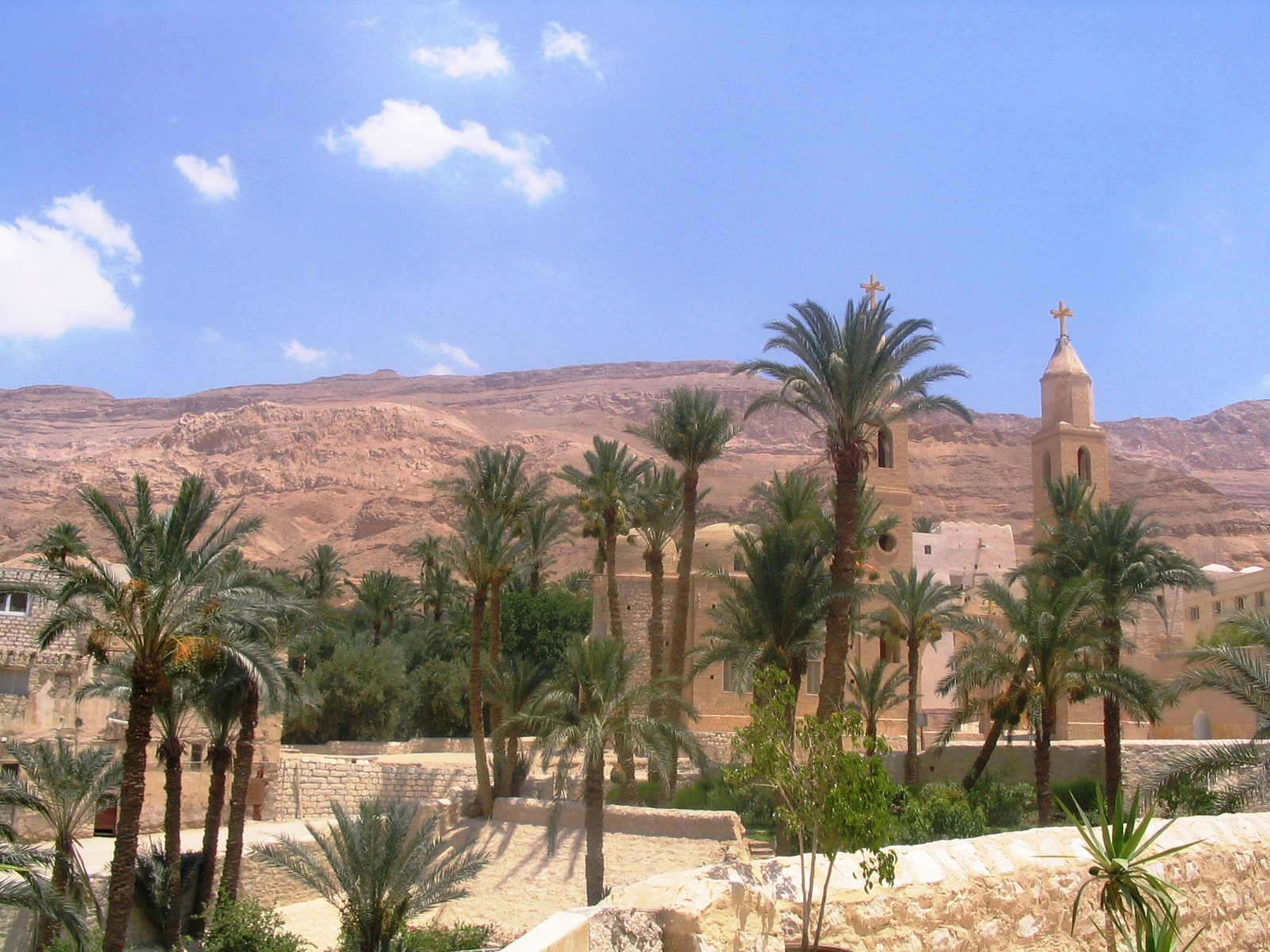
دير الأنبا أنطونيوس في صحراء العرب، والمسمى على اسم القديس أنطونيوس الكبير أب الرهبان.

ولعلّ من أبرز مساهمات الكنيسة المصرية خلال القرن الثاني مقارعة الحركة الغنوصية وهي جماعة دينية توأمت بين المسيحية والمعتقدات التي كانت سائدة سابقًا، كان رهبانها يغرقون في التأمل والفلسفة للوصول إلى المعرفة التامّة، والتي بمقدور كل إنسان الوصول إليها وبالتالي الوصول إلى الله فهي شبيهة بالمذهب الحلولي في الأزمنة المعاصرة، وانطلاقًا من كونهم يعتمدون على التأمل الذاتي للوصول إلى المعرفة سمّوا جماعة العرفان، وهي الترجمة العربية لمصطلح غنوصية في اليونانية؛ ظلت المعلومات قليلة عن الغنوصيين حتى أواسط القرن العشرين حين اكتشفت مجموعة من المخطوطات في مصر ساهمت في إماطة اللثام عن معتقدات هذه الجماعة نوعًا ما، إذ دلّت المخطوطات المكتشفة ومنها مخطوطات نجع حمادي إلى أن الغنوصيين قد أفرزوا أناجيل خاصة بهم، ونسبوها إلى شخصيات كنسية شهيرة، وتهدف هذه الأناجيل الغنوصية إلى نقل وجهة النظر أو العقائد والفلسفات الخاصة بهذه الجماعة إلى العموم، مثلاً إحدى العقائد الغنوصية كما اكتشفت في إنجيل يهوذا توضح أن الغنوصيون ينظرون إلى يهوذا الإسخريوطي مسلم يسوع بكونه شريكًا في الخلاص والفداء؛ قاومت الكنيسة الحركة الغنوصية من خلال آباء الكنيسة ولاهوتيها الذين ألفوا كتبًا داخل مصر وخارجها، حول أصول الإيمان المسيحي، وتذكر في هذا الخصوص كتابات أوريجانوس وإكليمندس الإسكندري، ما ساهم في فقدان الغنوصية لقوتها قبيل نهاية القرن الثاني، غير أن اختفائها كليًا استغرق قرونًا عدة.
ومنذ حبرية ياراكلاس (232 - 248) أصبح يطلق على بطريرك الإسكندرية لقب «بابا»، وهو لقب من حيث التاريخ أطلق عليه قبيل إطلاق الاسم على أسقف روما وبطريرك الغرب الذي يقابل حاليًا البابا الكاثوليكي، على أنّ اللفظة عندما انتقلت إلى روما جاءت لكون أسقفها خليفة القديس بطرس رأس الرسل وفق المعتقدات المسيحية، وذلك عبر قرطاجنة ومجمع نيقية ومجمع خلقيدونية اللاحقين. وقد تلاه في رئاسة كرسي الإسكندرية ديونيسيوس (248 - 265) الملقب «معلم الكنيسة الجامعة» وقد شهدت حبريته اضطهاد الإمبراطور ديسيوس الذي قضى خلاله الكثير من المسيحيين في الإمبراطورية الرومانية، وقد حفظ التاريخ مجموعة من رسائل البطريرك إلى الأساقفة خارج مصر ومنهم أسقف أنطاكية تبيّن به مآسي الكنيسة المصرية وشهدائها، والرغبة في المقاومة والاستمرار بل إن البابا يعلن في أحد رسائله أنه تعرض للسجن وأنه استطاع الهرب لاحقًا من سجنه برفقة واحدًا من الشمامسة، ولاحقًا ألقي القبض عليه مرة ثانية ونفي إلى أحد أديرة الصحراء؛ وهاجمت قبائل من البربر الإسكندرية وأعلن والي الإسكندرية نفسه إمبراطورًا فقامت المعارك بين روما والإسكندرية حول السيادة، ذهب العديد من المسيحيين كضحايا لها، وقد قال البابا حول هذه القضية في رسالة عيد الفصح لعام 263: «يبدو أن الوقت غير مناسب للعيد، فنحن لا نرى إلا الدموع، الكل ينوح، والعويل يسمع كل يوم في المدينة بسبب كثرة الموتى، بعد هذا حلّت الحرب وحدثت المجاعة. تحملنا هذين الأمرين سويّا مع الوثنيين؛ لكننا فرحنا بسلام المسيح الذي وُهب لنا نحن وحدنا». وقد ظهرت في حبريته كتابات بولس السمساطي وغيره مما وصفت بالهرطقة لأسباب شتى منها القول برفض خلاص التائبين أو القول بخلاف طبيعة الابن عن طبيعة الآب، وقد قارع البابا هذه المعتقدات بشدة. وكذلك ظهرت خلال تلك الفترة الديانة المانوية التي سطعت من بلاد فارس ومزج معتنقوها بين المسيحية والغنوصية والزرادشتية والبوذية فصنفت على أنها واحدة من آخر ديانات الأسرار وأقواها، وقد ترك أمر التصدي لها في الإسكندرية ومصر عمومًا للبابا مكسيموس (265 - 282) إذ نبه البابا في عظاته ورسائله وحذّر بشدة من المانوية، وقد شهدت حبريته أيضًا الإدانة الرسمية لكتابات بولس السمساطي وآرائه،
غير أنها ظلت متواجدة في كتابات لوقيان الأنطاكي ما مهد لآريوس أن يأخذ بها لاحقًا. كان عهد هذا البابا خاليًا من الاضطهاد وكذلك عهد خليفته ثيوأنس(3) (282 - 300) حتى بني في حبريته أول كنيسة فوق سطح الأرض في الإسكندرية وشيدت على اسم مريم العذراء، كذلك فقد ظهر القديس أنطونيوس واضع قوانين وشروط الرهبنة وبانيها، فكان أحد آباء الكنيسة المرموقين والمبجلين من قبل المسيحيين في العالم أجمع، بدءًا من عام 285 فعن طريق مصر دخلت الرهبنة إلى بلاد الشام ومنها نحو أوروبا، على أن بعض الباحثين يشيرون إلى أن عددًا من القديسين الأوائل كالقديس بولا ترهبوا قبل القديس أنطونيوس، بيد أن تنظيم الرهبنة ومأسستها إنما يعود له أولاً.

### مُساهمة الكنيسة القبطية
- إن مُساهمة الكنيسة القبطية في المسيحية عديدة. فقد لعب دوراً هاماً في اللاهوت المسيحي.
- الرد على الحركة الغنوصية.
- حَمَت الكنيسة القبطية آلاف النصوص، والدراسات اللاهوتية والإنجيلية، وهي مصادر هامة لعلم الآثار.
- ترجمة الكتاب المقدس إلى اللغة القبطية في القرن الثاني. واعتاد مئات الكتبة بنسخ نسخ من الكتاب المقدس وكتب طقسية ولاهوتية. والآن، تضم مكتبات ومتاحف وجامِعات في العالم أجمع مئات الآلاف من المخطوطات القبطية.
- مدرسة الإسكندرية المسيحية

قد لعب بطارِكة وباباوات الإسكندرية دوراً قياديّاً في اللاهوت المسيحي، تحت سلطة الإمبراطورية الرومانية الشرقية بالقسطنطينية (ضد الإمبراطورية الغربية بروما). وكان يتم دعوتهم إلى كل مكان ليتحدَّثوا عن الإيمان المسيحي. وقد رأس البابا كيرلس -بابا الإسكندرية- المجمع المسكوني بمدينة إفسوس سنة 430 م للتبرؤ من بدعة أريوس. وقد قيل عن أساقِفة الإسكندرية أنهم كانوا يقضون كل وقتهم في اجتماعات ولقاءات! ولم يقف الدور الريادي عندما بدأت السياسة تتداخل في أمور الكنيسة. بدأ هذا الأمر عندما ابتدأ الإمبراطور ماركيانوس بالتدخُّل في شئون الإيمان بالكنيسة. وقد كان رد البابا ديوسقورس -بابا الإسكندرية، والذي تم نفيه بعد ذلك- واضِحاً: «ليس لديك أي دخل بالكنيسة!» ووضحت أكثر هذه الدوافع السياسية في خلقيدونية عام 451، عندما إتُّهِمَت الكنيسة القبطية ظُلماً بإتباع تعاليم «أوطاخي» الذي آمن بـmonophysitism. وتقول هذه الهرطقة بأن السيد المسيح له طبيعة واحدة فقط (الإلهية)، وليس طبيعتان: الإلهية والبشرية.
ولم تؤمن الكنيسة القبطية أبداً بذلك، بالصورة التي وُصِفَت في مجمع خلقيدونية. وكانت ذلك يعني في المجمع، الإيمان بطبيعة واحدة. أما نحن الأقباط فنؤمن أن السيد المسيح كامِلاً في لاهوته، وكامِلاً في ناسوته، وهذان الطبيعتان مُتَّحِدَتان في طبيعة واحدة هي "طبيعة تَجَسُّد الكلمة"، والتي أوضحا البابا كيرلس السكندري. الأقباط إذن، يؤمنون بطبيعتان: "لاهوتية" و"ناسوتية"، وهما مُتَّحِدَتان بغير اختلاطٍ ولا امتزاجٍ، ولا تغيير" (هذا الجزء الأخير من قانون الإيمان الذي يُتلى في نهاية صلاة القداس). وهاتان الطبيعتان "لم يَفْتَرِقا لحظة واحدة ولا طرفة عين".
لقد إتُّهِمَت الكنيسة القبطية بالخطأ في مجمع خلقيدونية في القرن الخامس. ربما تم تصحيح سوء الفهم هذا، ولكنهم أرادوا إبعاد الكنيسة وأن يعزلوها، وأن يُبطلوا قانونية البطريرك المصري المُسْتَقِلَّة، الذي أصَرّ أن تكون الكنيسة منفصلة عن الدولة. وبالرغم من كل هذا، فقد ظلّت الكنيسة مخلصة وثابتة في إيمانها. وإذا كان ما حدث مجرّد مؤامرة من الكنائس الشرقية لعزل الكنيسة القبطية كعقاب لها لرفضها الخضوع السياسي، أو إذا كان ذلك بسبب أن البابا ديوسقورس لم يذهب لدرجة الميل الثاني ليوَضِّح أكثر أن الأقباط لم غير مؤمنين بالطبيعة الواحدة، فلقد شعرت الكنيسة القبطية دائماً بتفويض لكي تُصلِح الخلاف الهام بين كل الكنائس المسيحية. وهذا الأمر واضحاً جلياً في شخص البابا شنوده الثالث، خليفة مارمرقس البطريرك الـ117؛ حيث يقول: «الإيمان هو أهم شيء بالنسبة للكنيسة القبطية، ويجب على الآخرين أن يعوا أن المصطلحات وغيرها غير هامة بالنسبة إلينا.» وخلال القرن الماضي، لَعِبَت الكنيسة القبطية دوراً هاماً في الحركة المسيحية العالمية. فالكنيسة القبطية هي من أول الذين أنشؤوا «مجلس الكنائس العالمي». وقد ظلّت عضواً في هذا المجلس حتى عام 1948 م. والكنيسة القبطية كذلك هي عضواً في «مجلس كل كنائس أفريقيا» و«مجلس كنائس الشرق الأوسط». وتلعب الكنيسة القبطية دوراً هاماً في إدارة الحوار لحل الاختلافات الجوهرية بينها وبين كنائس الكاثوليك، والأرثوذكس الشرقيين، والمشيخيين، والبروتستانت.

### في زمن الإمبراطورية الرومانية
- قد لعب بطارِكة وباباوات الإسكندرية دوراً قياديّاً في اللاهوت المسيحي، تحت سلطة الإمبراطورية الرومانية الشرقية بالقسطنطينية (ضد الإمبراطورية الغربية بروما). وكان يتم دعوتهم إلى كل مكان ليتحدَّثوا عن الإيمان المسيحي.
- دور الكنيسة في مجمع خلقيدونية.
- الاضطهاد الذي بدأ ربما من يوم الإثنين الموافق 8 مايو 68 م. (بعد عيد القيامة)، عندما إسْتُشْهِد القديس مارمرقس الرسول، بعد جَرّه من قدميه عن طريق الجنود الرومان وجابوا به كل شوارع الإسكندرية وزِقاقها.

## الفتح الإسلامي لمصر
تم السماح للأقباط المسيحين بممارسة شعائرهم الدينية بحرية، وكانوا يتمتعون بدرجة من الاستقلال، وكانوا يدفعوا الجزية لحمايتهم كـأهل الذمة. تمتعت الكنيسة بفترة سلام نسبي. بعد دخول الإسلام بدأ الوجه الديموغرافي لمصر في التغير، فمع بدايات الألفية الثانية أصبحت مصر ذات غالبية إسلامية.
اختلف المسلمون على مدى 14 قرنا من الزمان على نظرتهم للمسيحيين عموما، لأنه في الإسلام هناك نصوص تعتبرهم أهل ذمة وأقرب للمسلمين.

## خلال القرن الماضي
لَعِبَت الكنيسة القبطية دوراً هاماً في الحركة المسيحية العالمية. فالكنيسة القبطية هي من أول الذين أنشؤوا مجلس الكنائس العالمي. وقد ظلّت عضواً في هذا المجلس حتى عام 1948 م. والكنيسة القبطية كذلك هي عضوٌ في مجلس كل كنائس أفريقيا ومجلس كنائس الشرق الأوسط. وتلعب الكنيسة القبطية دوراً هاماً في إدارة الحوار لحل الاختلافات الجوهرية الحادة بينها وبين كنائس الكاثوليك، والأرثوذكس[ ؟ ] الشرقيين، والمشيخيين، والبروتستانت.
وقد بدأ حال الأقباط يتحسَّن في بدايات القرن التاسع عشر، مع حُكم محمد علي الذي إتّسَم بالاستقرار والتسامُح. فقد انسحب النظر إلى المجتمع القبطي كقطاع منفصل.

## واقع الكنيسة في عالم اليوم

### على الصعيد الخارجي

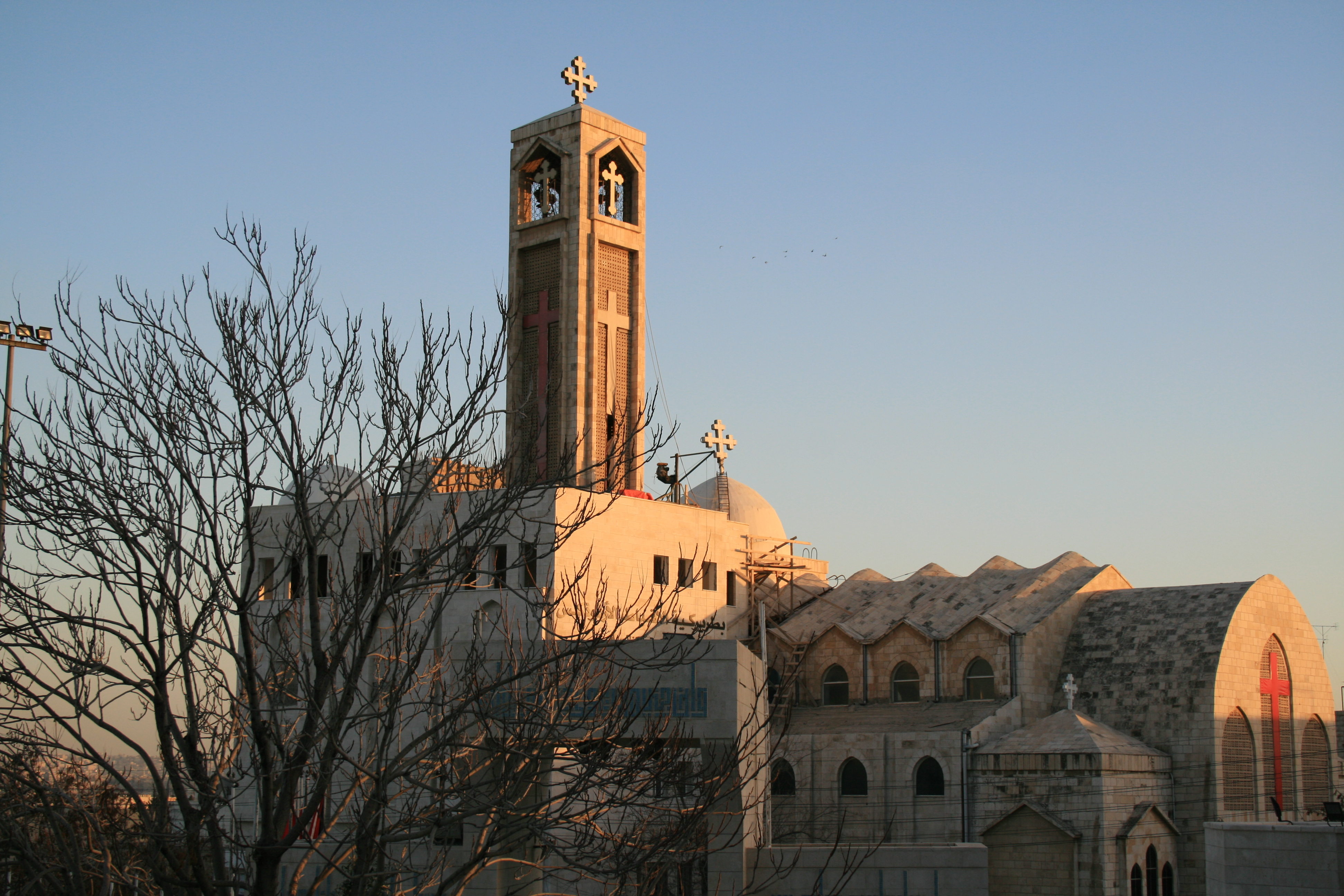
كنيسة قبطية في عمان، الأردن.

الكنيسة القبطية وإن كانت من الكنائس المصنفة بكونها كنائس وطنية، أي محصورة في منطقة جغرافية معينة، بيد أنها وبفعل حركات الهجرة النشطة لأتباعها قد أصبحت ذات وجود عالمي منتشر في جميع أصقاع الأرض. من غير المعروف على وجه الدقة أعداد أقباط المهجر غير أن عددهم يترواح بين مليوني وأربعة ملايين، منظمين في أسقفيات المهجر أو المغترب وبالتالي يتبعون من حيث الإدارة مباشرة إلى الكنيسة الأم في مصر، وكنائس أصبح لها بنية داخلية مستقلّة من الناحية الإدارية مع بقاء التبعية الرسميّة لكنيسة مصر. الاهتمام بأقباط المهجر، بدأ بشكل رئيسي بعيد منتصف القرن العشرين خلال حبرية البابا كيرلس السادس، الذي عيّن الأنبا صموئيل سنة 1954 مندوبًا باسمه للأقباط في أوروبا، ومن ثمّ أعاد فأرسله في رحلة رعوية عام 1963؛ في عام 1964 تأسست أول كنيسة قبطية في كندا، وقد تضاعف عدد الأقباط فيها بشكل ملحوظ خلال العقود الثلاثة الأخيرة، فعام 1991 قدّر عدد الأقباط فيها بخمسة آلاف أصبح عشرة آلاف عام 2001، أما حاليًا فيوجد حوالي خمسين ألفًا يتمركزون بشكل أساسي في كيبك وأونتاريو ولهم أربعين كنيسة.
واستطاع الأقباط بعد تأسيس الكنيسة في كندا من تأسيس كنيسة في في نيويورك وكان للأقباط كنيسة في نيوجيرسي منذ عام 1960؛ وبعد تأسيس كنيسة نيويروك بعام أي في نوفمبر 1969 تأسست كنيسة قبطية أخرى في لوس آنجلوس على الشاطئ الغربي للولايات المتحدة. آخر إحصاء للأقباط في الولايات المتحدة أظهر أن عددهم حوالي 420,000 مواطن، وهم موزعين على ثلاث أبرشيات تتصل مباشرة بالكنيسة الأم في مصر، أولها مطرانية شمال أمريكا ويتبع لها خمس أسقفيات في نيوجيرسي ونيويورك وفرجينيا وحوالي مائتي كنيسة؛ والثانية أبرشية لوس آنجلوس ومجموع كنائسها ثلاثون كنيسة، وثالث الأبرشيات هي أبرشية جنوب الولايات المتحدة ويقع مركزها في تكساس وتتبع لها 29 كنيسة. التواجد القبطي في أمريكا الجنوبية حديث نوعًا ما، في فبراير 2006 افتتح البابا شنودة الثالث كنيسة في ساو باولو في البرازيل وواحدة مثلها في سانتا كروز في بوليفيا، وعيّن أسقف للبرازيل وآخر في بوليفيا. أما في أستراليا فقد أوفد كيرلس السادس موفده الخاص إليها عام 1968 لرعاية شؤون الأقباط، وكان تاريخ أول قداس إلهي بالطقس القبطي فيها يوم 22 يناير 1969؛ وهي حاليًا منظمة في أبرشيتي سيدني وملبورن ولها حوالي خمسين كنيسة.
تزامن ذلك مع تأسيس أول كنيسة قبطية في فرانكفورت جنوب ألمانيا وبقربها مركز ثقافي يرعاه الرهبان الأقباط في المدينة.

### على الصعيد العام
بحسب تقرير الحريّة الدينية الصادر عن وزارة الخارجية الأمريكية فإن مصر حاليًا، تعتبر دولة منتهكة ومقيّدة للأقليات الدينية، كذلك تعتبر دولة تميّز بين مواطنيها على أسس دينية رغم كون التشريعات النافذة في البلاد تكفل المساواة. تقرير الحريات الدينية استند إلى عدّة معطيات منها، أن الدولة المصريّة لا تقبل التحوّل من دين إلى دين باستثناء باتجاه الإسلام السنّي، أحدث هذه الحالات هي حالة محمد حجازي الذي رفع دعوى قضائية للتحول وزوجته إلى المسيحية غير أنّ القضاء المصري رفض الدعوى، ويورد الناشطون الأقباط حالات أخرى مماثلة لهذه الحالة. أما في عدد آخر من الحالات مثل مجدي علام يغادر من يود اعتناق المسيحية مصر، ويقيم خارجها. هناك قضية شائكة أخرى ترتبط بقضية التحوّل الديني لعلّ أبرز رموزها وفاء قسطنطين وكاميليا شحاتة، فبينما تقول جهات إسلامية أن المذكورتين قد اعتنقتا الإسلام بطوع إرادتهما، يصرّ الأقباط على حالات خطف وإكراه للفتيات على اعتناق الإسلام ولا يقتصر الأمر على الحالتين المذكورتين، حيث سلّمت السيدتين إلى السلطات الكنسيّة من جديد، بل تورد بعض الجهات القبطية -الغير معترف بها من الكنيسة- حالات أخرى في مواقع على الإنترنت تعدها الكنيسة رسمياً مشبوهة.

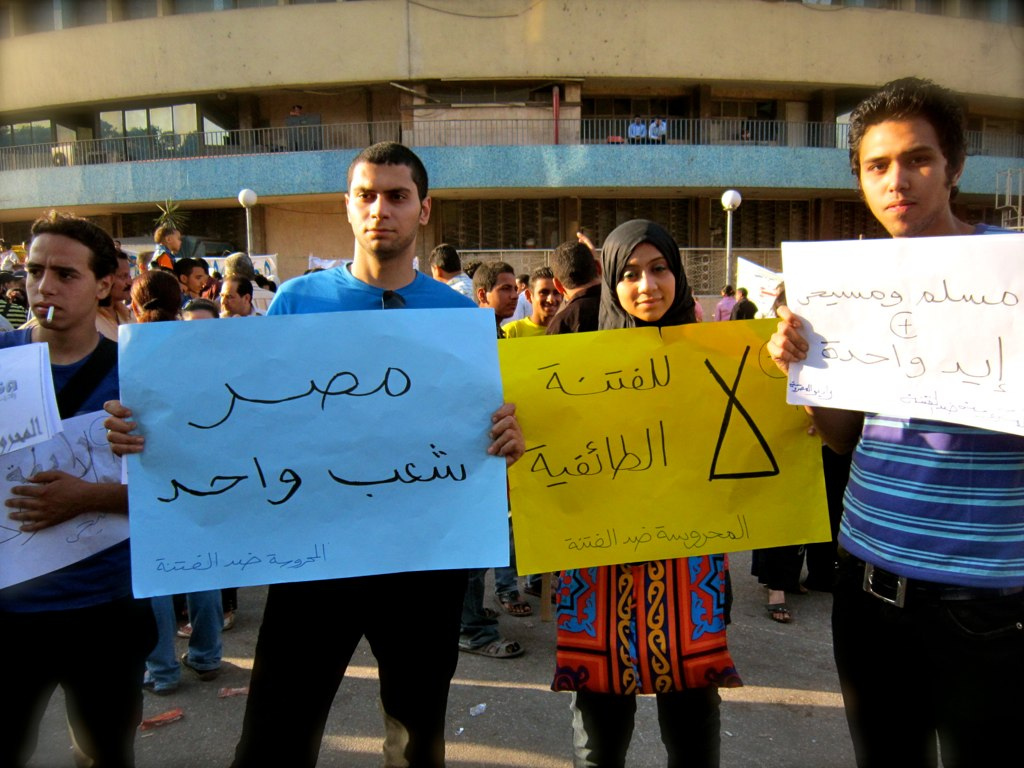
شبّان مصريون يرفعون شعارات ترفض الطائفية وتؤكد المساواة بين المسلمين والمسيحيين.

المنحى الثاني من مناحي التمييز على أسس دينية يتمثل بقضية بناء الكنائس في مصر؛ حيث لا يزال التشريع المعتمد هو الخط الهمايونى الصادر عن الدولة العثمانية عام 1856، ومن ثم أضافت إلى وزارة الداخلية المصرية عام 1934 ما يعرف باسم «الشروط العشرة»، مرفقًا بموافقة أمنية، وهو ما جعل بناء الكنائس حسب رأي البعض شبه مستحيل؛ في حين صرّح البعض أن بناء الكنائس بما فيها الشروط العشرة هو أسهل من بناء المساجد. يضاف إلى ذلك أن بناء الكنائس كان يحتاج حتى فترة قريبة إلى مرسوم من رئيس الجمهورية وكذلك ترميمها، وقد نقلت هذه الصلاحية عام 2005 إلى المحافظين، غير أنه قد تم الحفاظ على الشروط العشرة والموافقة الأمنية قبلاً؛ ويقدّم الأقباط ملفات عديدة تتعلق بتعويق ترميم كنائس أو بناء كنائس جديدة؛ يدور الجدل حديثًا في مصر حول الانتهاء من هذه القضية بوضع قانون موحد لبناء دور العبادة؛ وقد نقلت أيضًا تصريحات عن عدد من الدعاة الإسلاميين من أمثال خالد الجندي وسواه، بأنه يجوز بناء الكنائس. يقول الأقباط أيضًا أن الدولة تميّز بينهم وبين المسلمين في كثير من مناحي الحياة اليومية، كتخفيض مدة الخدمة العسكرية ستة أشهر لمن يحفظ القرآن مقابل عدم وجود مثل هذا الامتياز للمسيحيين، فضلاً عن عدم وجود أو وجود نسبة قليلة جدًا في المسيحيين يشغلون مناصب هامة، كضباط في الجيش أو عمادات في الجامعات، بل حتى أن الإذاعة المصرية تخصص 20% من برامجها للبرامج الدينية الإسلامية دون أن تلحظ أي نسبة للمسيحيين. حتى في مجلس النواب المصري عن دورة 2010 يبلغ عدد النواب الأقباط سبعة نواب فقط أي 1.5% من مجموع المجلس، وبعد أن عيّن الرئيس السابق حسني مبارك عددًا من النواب الأقباط ضمن قائمة النواب المعينين حسب الدستور المصري فإن العدد ارتفع إلى أحد عشر نائبًا فقط أي 2% من مجموع المجلس. ومع ذلك فقد برز عدد من الأقباط في المجالات الاقتصادية والثقافية؛ فهناك تقارير تقول ان الأقباط يسيطرون على 40% من الاقتصاد المصري، ويحتل ثلاثة من الأقباط رأس قائمة أغنى أغنياء مصر، وذلك حسب التصنيف السنوى الذي تصدره مجلة فوربس.
سوى ذلك فإن مصر تشهد اقتتالات طائفية بين مسلمين وأقباط كان منها مؤخرًا حوادث في أطفيح وإمبابة ونجع حمادي، فضلاً عن مظاهرات لمناصري التيار السلفي في قنا حول رفض تعيين محافظ مسيحي؛ هذه الحوادث غالبًا ما تنتهي بسقوط عدد من القتلى الأقباط الذين تعتبرهم الكنيسة شهداء. أمام هذا التراجع في الدور العام للأقباط، يقول العديد من الباحثين، بإن حالة انكفاء نحو الكنيسة سادت الشارع القبطي بدلاً من الانفتاح على المجتمع، وهو ما مكّن الكنيسة من لعب دور في السياسة المصرية، كممثل سياسي للأقباط، بل يعيد البعض الدور السياسي للبابا شنودة نفسه.
هذا الواقع الحالي للأقباط والكنيسة القبطية في مصر يختلف عما كان عليه الوضع تاريخيًا، إذ عرف عن مؤسس مصر الحديثة محمد علي باشا أنه كان متسامحًا مع رعاياه من المسلمين والأقباط وغيرهم على حد سواء، وعندما شكّل مجلسًا للشورى ليساعده في الحكم، كان عدد الأقباط خمسة أعضاء من أصل سبعة عشر عضوًا هم مجموع المجلس؛ وعندما وضع دستور 1923 تحت رعاية سعد زغلول تمت رعاية المساواة بين المصريين على اختلاف أديانهم وكفلت حرية المعتقد بشكل كامل ولم تنصّ على دين الدولة، وحتى مع حل الأحزاب واستلام جمال عبد الناصر السلطة عرفت مشاركة المسيحيين في الحكم، ومراعاة الدوائر الانتخابية لمناطق كثافتهم السكانية؛ في عام 1971 صدر دستور جديد لمصر نصّ على دين الدولة وقصر مصدر التشريع بالشريعة الإسلامية وفي عام 1979 ألغي النظام الانتخابي الذي وضعه جمال عبد الناصر لضمان تمثيل الأقباط، ومع بداية 2011 تم تفجير كنيسة القديسين في الإسكندرية وأظهرت التحقيقات اللاحقة تورط وزارة الداخلية المصرية في العملية، هذا ما دفع العديد للقول بأن النظام الصري السابق كان يلعب على ورقة إثارة النعرات الطائفية، وإقصاء المسيحيين عن المشاركة في الحياة العامّة، وأشار العديد من الباحثين إلى أن أحوال الأقباط بعد ثورة 25 يناير، ستعود لما كانت عليه تاريخيًا في مصر.

## إدارة الكنيسة وهيكليتها

### البابا
بابا الإسكندرية هو أعلى سلطة روحية وتنفيذية في الكنيسة القبطية الأرثوذكسية، ويعود استعماله للقب بابا إلى القرن الثاني، ومن ثم جاء مجمع نيقية عام 325 ليقرّ الإسكندرية كمركز من مراكز المسيحية الخمس الكبرى أي بطريركية، إلى جانب أنطاكية والقدس والقسطنطينية وروما؛ أما ولاية بطريرك الإسكندرية فهي تشمل وفق تقسيم المجمع المذكور كلاً من مصر والسودان والحبشة وليبيا، وبحكم الهجرة التي ظهرت منذ القرن التاسع عشر فإن للبابا سلطة على ما يعرف باسم «أبرشيات الاغتراب». كلمة بطريرك تعني «أب الآباء» وهي تدلّ على رئاسته للأساقفة والمطارنة الخاضعين للولاية البطريركية المذكورة، أما مصطلح «بابا» فهو للإشارة أيضًا للتقدم في المرتبة وكنوع من التقدير والتبجيل. اللقب الرسمي للبابا هو «صاحب القداسة» وخليفة القديس مرقس وبطريرك الكرازة المرقسية. وقد توالى حتى الآن مائة وسبع عشر بابا على رئاسة الكنيسة.

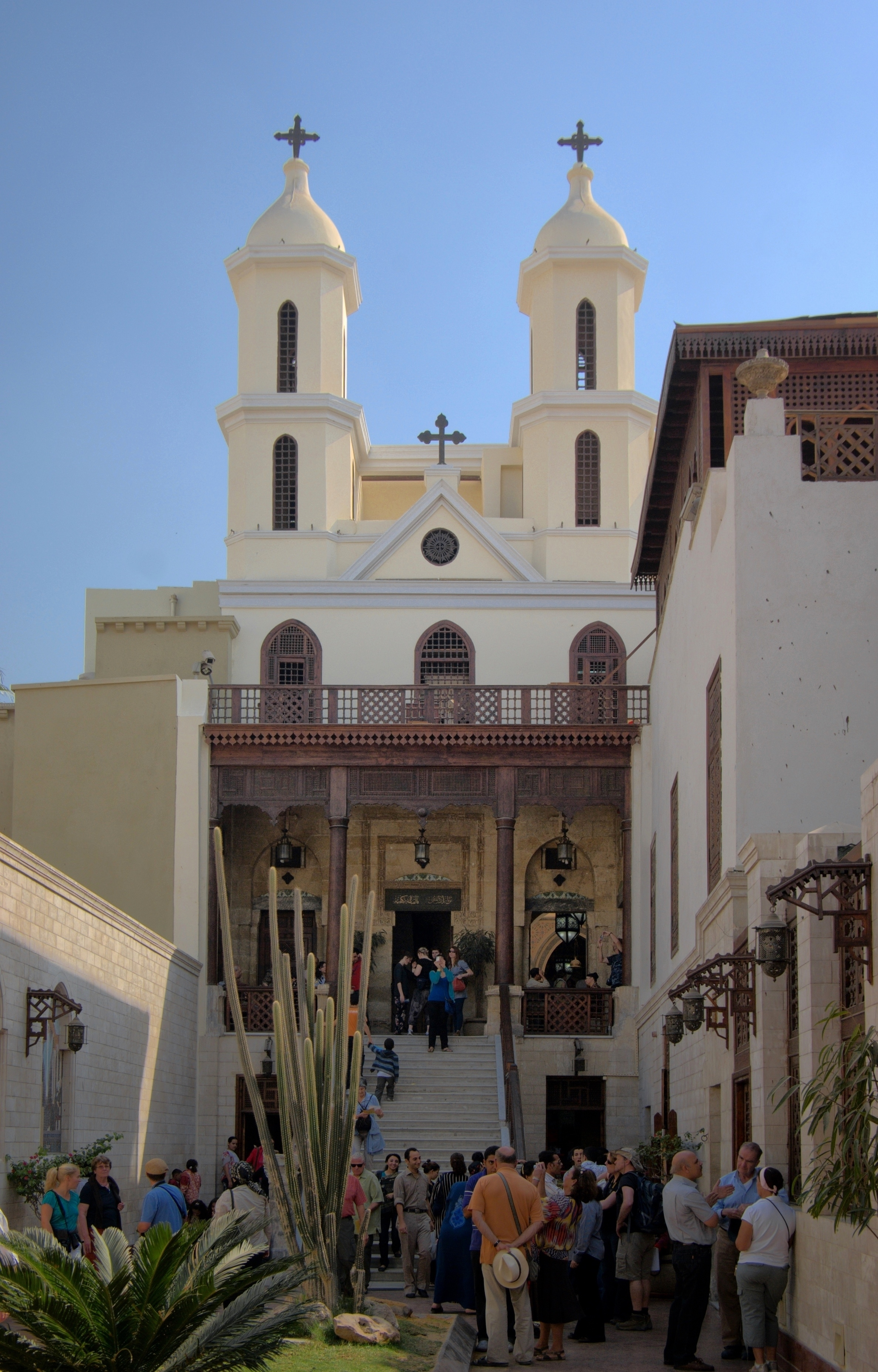
الكنيسة المعلقة أحد المقرّات البابوية في القاهرة ويعود زمن بنائها للقرن الحادي عشر.

يصبح المرء بابا، وطريقة انتخاب بابا الإسكندرية قديمة ومعقدة للغاية، تمتد منذ القرن الأول حتى الآن، واشتملت على أكثر من صيغة، منها أن يقوم البابا القائم بترشيح أحدهم ليقوم المجمع المقدس لبطريركية الأقباط الأرثوذكس بانتخابه، غير أنه يحق لهم ألا ينتخبوه، ومنها أن يكون انتخابه أشبه ببيعة من قبل الأساقفة والشعب. منذ قيام الدولة المصرية حديثًا، نظّم انتخاب البابا بقانون صادر عن مجلس النواب أو رئيس الجمهورية، آخر تعديل لنظام انتخاب البابا كان في عهد جمال عبد الناصر عام 1957. ينصّ القانون على كون المنتخب أن يكون من حملة الجنسية المصرية وراهبًا لم يسبق له الزواج، وقد تجاوز الأربعين من العمر وقضى في الرهبنة خمس عشر عامًا على الأقل. بموجب الأنظمة المستوحاة من التقاليد الكنسية، يجب أن يجتمع المجمع المقدس خلال شهرين من تاريخ خلو المنصب لانتخاب البابا الجديد، وخلال هذه الفترة يقدّم الراغبون بالترشح طلبات الترشيح للقائم بأعمال البطريرك شرط أن يؤيده في ترشيحه ستة أساقفة أو اثني عشر عضوًا من أعضاء المجلس الملي العام؛ وعملية الانتخاب ليست مقصورة فقط بالأساقفة والمطارنة بل تشمل أيضًا أقباطًا مدنيين بحيث يكون اثني عشر قبطيًا عن كل مطرانية ويدعى هؤلاء «آراخنة» أي من وجهاء الأقباط، وفق شروط معينة حددها القانون. كذلك يشارك مملثون عن مجموعة من الكنائس المتحدة مع الكنيسة القبطية، وقبل انفصال كنيسة التوحيد الأرثوذكسية الإثيوبية كان يشارك في الانتخاب أربع وعشرون ممثلاً معينين من قبلها. أما بالنسبة للعملية ذاتها فهي تقسم إلى مرحلتين، المرحلة الأولى هي اجتماع المولجين الانتخاب في دار البطريركية بالقاهرة للإدلاء بأصواتهم، وبعد فرز الأصوات ينتقل من حصل على أعلى ثلاث أصوات إلى المرحلة التالية التي تقام في الأحد الأول للحدث، وهي القرعة بين الأسماء الثلاث المرشحة لاختيار أحدها، بعد أداء صلوات مخصوصة بالمناسبة في حال لم يحصل أي مرشح على توافق عام الناخبين؛ ويكون من وقعت عليه القرعة بابا الإسكندرية الجديد، ويتولى إعلانه من الكاتدرائية المرقسية بالعباسية القائم بأعمال البطريرك. ولدى انتخاب البابا يظلّ في منصبه حتى وفاته، ما لم يقم المجمع المقدس بعزله، وهذا لا يحصل إلا في الحالات الخطيرة، كالخروج عن الإيمان، ويعتبر من عزل محرومًا.
صلاحيات البابا غير محددة في قانون خاص، غير أنه بوصفه الرئيس الأعلى للكنيسة القبطية فهو صاحب الكلمة الفصل في جميع القضايا التنفيذية أو التشريعية فيها، غير أن القرارات الخطيرة لا يمكن للبابا أن يتخذها دون التشاور وموافقة المجمع المقدس، كعزل أحد الأساقفة. سوى ذلك، فإن النظام الكنسي في جميع الكنائس التقليدية ومنها الكنيسة القبطية هو نظام لامركزي، أي يترك للأساقفة والمطران شؤون إدارة الأمور التنفيذية في أبرشياتهم أو مطرانياتهم الخاصة؛ ولعلّ من أبرز مهام البابا، سوى موقعه الديني «كأب للآباء ورئيس للرؤساء» هو رسامته للأساقفة والمطارنة بمشاركة أساقفة قائمين، أما القسس والرهبان فيحقّ للأسقف تعيينهم، كما يحقّ للبابا فعل ذلك. كذلك فإن البابا يعتبر رمز للكنيسة وممثلها، وأشبه بقدوة لسائر الأقباط سواءً أكانوا إكليروسييين أم لا.
البابا يقيم في المقر البابوي، تاريخيًا يقيم البابا في الإسكندرية غير أنه ومنذ القرن الحادي عشر زاوج البطاركة اللاحقون بين الإسكندرية والقاهرة. وهناك حاليًا ستة كنائس تعتبر بابوية في القاهرة منها الكاتدرائية المرقسية بالعباسية وكنيسة المعلقة التي تعود للقرن الحادي عشر وتعتبر إحدى معالم القاهرة القبطية، أما في الإسكندرية فقد تم تجديد البناء وترميمه وأعيد افتتاحه عام 2006.

### المجمع المقدس
المجمع المقدس للكنيسة القبطية الأرثوذكسية يتألف من 102 عضو، هم مجموع الأساقفة والمطارنة ورؤساء الأديرة داخل مصر وخارجها إضافة إلى الكنائس ذات الشركة معها ونواب البابا الذين بمرتبة أسقف، يجتمع دوريًا برئاسة البابا نفسه، وتنظم الشرائع والقوانين الكنسيّة آلية عمله وصلاحياته، التي تشمل المصداقة على جميع الأمور الخطيرة في الكنيسة، والتشاور حول وضعها العام ومشاكلها، فضلاً عن كونه أعلى سلطة لاهوتية وشتمل ولايته الإكليروس من قسس ورهبان وكذلك مؤمني الشعب، ويولج تفسير العقائد وتعليمها، وإقرار التشريعات الكنسية المختلفة وتطويرها وفق حاجة الكنيسة، وكذلك الحال بالنسبة للطقوس الكنسية وطرق الاحتفال بها.
يتبع للمجمع، تسع وعشرين لجنة تغطي جميع مناحي الحياة الكنسيّة، سواءً على الصعيد اللاهوتي أم على الصعيد الرعوي أم على الصعيد الاجتماعي العام، ويطلق على الأساقفة رؤساء اللجان، اسم الأساقفة العامون لعدم تواجدهم في أبرشيات مخصوصة. الكنيسة القبطية تعتبر من الكنائس الهرمية أي كسائر الكنائس المسيحية عدا البروتستانتية منها، وهيكلية الكنيسة تفرض تواجد كنائس يخدمها قس واحد أو أكثر، وتتبع كل مجموعة من الكنائس في منطقة جغرافية واحدة لسيادة أسقف يشكل مع قسسها وجانبًا من علمانييها مجلسًا لإدارة شؤون الأبرشية، ومن ثمّ تشكل المدن الكبرى أو اتحاد من مجموعة أبرشيات صغيرة مطرانية يرأسها مطران أو كبير أساقفة، يمارس مهام الأسقف في أبرشيته وله حق الاطلاع والإشراف على عمل الأبرشيات التابعة له، غير أن رئاسته أشبه ما تكون بالشرفيّة، وعمومًا تعتبر كل أبرشية مستقلة من الناحية المادية عن سائر الأبرشيات، ولها الحق بإدارة شؤونها وفق مصالحها، تحت الضوابط العامة التي يضعها المجمع المقدس وشرع الكنيسة، ويحقّ في حال مخالفة ذلك للمجمع عزل الأسقف بموافقة البابا أو نقله من أبرشيته؛ وعمومًا فإنه في كل ما يخصّ القضايا الخطيرة لا يجوز للأسقف أن يتفرد بالقرار دون العودة إلى المجمع المقدس. حسب المعتقدات المسيحية، فإن الأساقفة هم خلفاء التلاميذ الاثني عشر الذين نقلوا البشارة وساسوا الكنيسة، وبالتالي فإن واجباتهم تنطلق من ذات دعوة العهد الجديد لهم.
كان مجمع نيقية قد قسّم الإمبراطورية الرومانية ومنها مصر إلى أبرشيات تحت ولاية البطريرك، غير أنه ومنذ ذلك الحين، ظهرت تقسيمات جديدة للأبرشيات وفق الحاجة ووفق مناطق تجمع الأقباط في مصر؛ وعلى وجه الخصوص شهد عهد شنودة الثالث زيادة ملحوظة في عدد الأبرشيات، من خلال تقسيم الأبرشيات الكبيرة إلى مجموعة من الأبرشيات الصغيرة، بهدف تسهيل إدارتها، وتقريب الأساقفة من رعاياهم، حتى بلغ عددها ثلاث وثمانين أبرشية وعشر مطرانيات.

### المجلس الملّي العام
المجلس الملّي العام للأقباط الأرثوذكس جرى تأسيسه خلال عهد الخديوي إسماعيل في فبراير 1874 وصدر قانونه الأساسي في 14 مايو 1883 بحيث نظمت صلاحياته وإطار تعامله مع البابا والمجمع المقدس، ونصّ القانون على كونه مكونًا من اثني عشر عضوًا منتخبًا واثني عشر من النواب الأقباط. كان وزير الداخلية في مصر حينها بطرس غالي وهو من المقربين من الخديوي إسماعيل ما ساهم في دعم البلاط لفكرة إنشاء مجلسٍ ملي دون اعتراض واضح من البابا أو الأساقفة؛ وقد عدا بطرس غالي عام 1908 رئيسًا لوزراء مصر. سبب تأسيس المجلس، كما جاء في قانونه الأساسي، لإشراك الأقباط في إدارة شؤون الكنيسة، وكسر احتكار رجال الإكليروس لها. فكان مبادرة إصلاحية تهدف للمشاركة في انتخاب البابا ونقل الشكاوي المختلفة من رجال الدين إلى المجمع المقدس، ومراقبة طرق صرف أموال الكنيسة، فضلاً عن إدارة أوقافها والهيئات الخيرية والمداس التابعة لها. ينتخب المجلس من وجهاء الأسقفيات، ويقوم الأقباط بانتخابهم، وشارك منذ تأسيسه حتى الآن، بالكثير من القضايا الأساسية في إدارة الكنيسة، لعلّ أبرزها عام 1954 حين توافق المجلس مع المجمع المقدّس على عزل البابا يوساب الثاني بعيد ثورة 1952 وتعيين لجنة أسقفية لتقوم بإدارة شؤون الكنيسة، ريثما يتم التوافق على انتخاب بابا جديد، وبرر السبب بالفساد الذي كان مستشريًا حينها في إدارة الكنيسة.

### الرهبانية

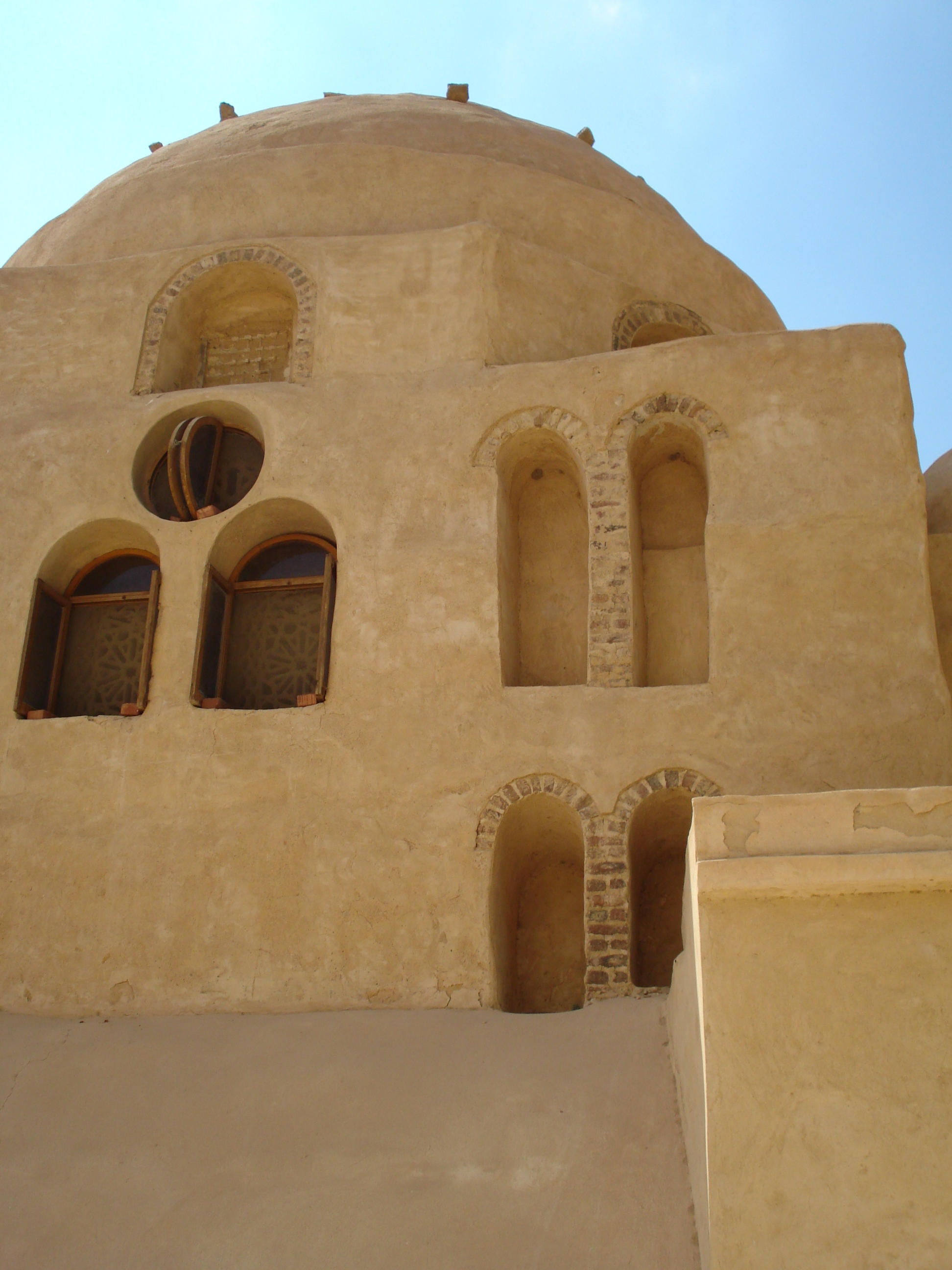
قلاّية (بيت الراهب) أثرية في أحد أديرة صعيد مصر.

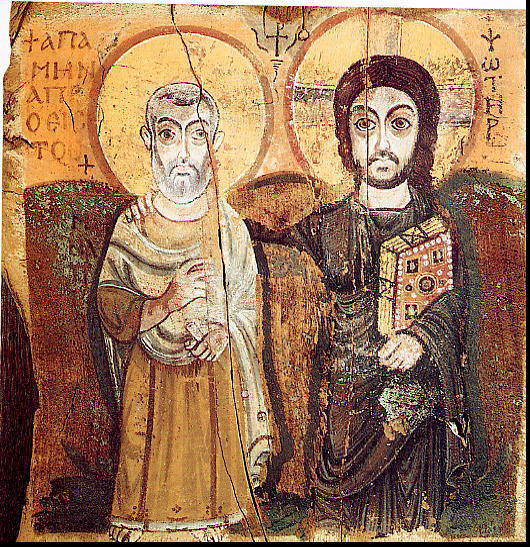
أيقونة من الفن القبطي تعود للقرن السادس تظهر يسوع والقديس ميناس.

الرهبنة المسيحية بشكل عام إنما بدأت وتمأسست في مصر أولاً، وبحسب البحاثة فقد ساهمت الرهبة في تكوين شخصية الكنيسة المصرية كما هي اليوم. وباتفاق الباحثين، فإن الرهبنة نشأت في مصر أواخر القرن الأول أو أوائل القرن الثاني؛ بحسب الوثائق التاريخية المتواجدة فإنه خلال عهد الإمبراطور أنطونيوس بيوس (138 - 161) قام فرونتونيوس بالانعزال في وادي النطرون مع سبعين رجلاً مسيحيًا للتزهد وقضاء الوقت في الصلاة والتأمل بالله، وكذلك فحل كالقديس بولا الملقب برئيس السوّاح، لأنه اعتزل الحياة العامة وساح في براري مصر زاهدًا في الحياة صارفًا الوقت في الصلاة والتأمل. أما تأسيسها الفعلي، أي وضع نظام واضح وصريح لها يعود للقديس أنطونيوس الملقب «بالكبير» والملقب «كوكب البرية». ولد القديس أنطونيوس عام 251 لعائلة غنيّة، بيد أنه اعتزلها عام 269 منتقلاً إلى عيش الحياة البساطة، ومن ثم كتب مجموعة من القوانين حول واجبات الراهب، إن كان بمواعيد الصلاة أو مواعيد العمل اليدوي كالزراعة أو التعليم وسواهما، ومن مصر انتقلت الرهبنة إلى سائر أصقاع العالم. المبادئ الثلاثة التي وضعها القديس أنطونيوس لا تزال في مختلف رهبانيات العالم ومنها القبطية إلى اليوم، وهي ثلاث: الفقر أو نذر حياة الفقر، والعفّة والطاعة. وعمومًا فإنه يوجد نوعين من الرهبنة، الرهبنة التشاركية حيث يقيم مجموعة من الرهبان في دير والرهبنة النسكية، حيث يتنسك الراهب منفردًا في صومعة لا يخرج منها في الحالة العامة، وقد توسعت مهام الرهبان في العصر الحالي لتشمل التعليم والتدريس، غير أنه لا يزال في الكنيسة القبطية على وجه الخصوص، الكثير من الرهبان المتنسكين والذين يطلق عليهم أيضًا اسم الرهبان المتوحدين. من آباء الرهبنة المصرية أيضًا القديس باخوميوس والذي نقل منه القديس بندكت، بعد لقاءه إيّاه، نظام الرهبنة إلى أوروبا. ومن ثم تبعه القديس شنودة رئيس المتوحدين الذي أعاد صياغة وتطوير نظام الرهبنة المصريّة، وحوى الدير الذي رأسه لأكثر من نصف قرن على 2200 راهب، وسمي «أبو القبط»، نظرًا لمكانته في الكنيسة القبطية. وكذلك يعتبر من آباء الرهبنة القبطية الأوائل ومؤسسيها، مارمينا، والذي تعتقد الكنيسة وتؤمن بأنه كان قادرًا على اجتراح العجائب ولذلك يلقب «مارمينا العجائبي». أما على صعيد الرهبنة النسائية، فقد برز ومنذ القرون الأولى، إذ إن الرهبنة ومنذ تأسيسها لم تكن حكرًا على الرجال، ومع تطورها، باتت أديرة الرجال منفصلة عن أديرة النساء، ولعلّ القديسة كاترين الإسكندرانية المبجلة في الكنائس الأرثوذكسية المشرقية والكنائس الأرثوذكسية الشرقية والكنيسة الكاثوليكية على حد سواء، واحدة من أشهر الراهبات القبطيات، يذكر أيضًا القديسة دميانة، التي قتلت خلال الاضطهادات الرومانية ولم تنكر إيمانها، ومريم القبطية وغيرهنّ.
دور الرهبنة موقعها في عالم اليوم، لا يزال قويًا في الكنيسة القبطية؛ يعود ذلك إلى عوامل عدّة منها كون بابا الإسكندرية ينتخب من صفوف الرهبان، ومنها أيضًا كون الرهبنة الذراع الذي يمدّ الكنيسة باحتياجاتها الرعويّة المختلفة إلى جانب الكهنوت؛ يبلغ عدد الرهبان الأقباط اليوم ألف وخمسمائة راهب، منقسمين إلى جميع أنواع الرهبنة، أي الرهبان المتوحدون والرهبان الديريون؛ كان العدد في السابق أكبر بكثير، فقد روى تقي الدين المقريزي أنه عند دخول عمرو بن العاص إلى مصر قابله فيها سبعون ألف راهب، فكتب لهم أمان؛ انخفاض عدد الرهبان يعود لأسباب عديدة منها الاضطهادات التي لقيها المسيحيون وهدم الأديرة خلال بعض المراحل، إضافة إلى تطور الحياة العامة بينما ظلّت قوانين الأديرة دون إصلاحات جذرية؛ وعمومًا فإن الباباوات الأقباط سعوا للاهتمام بالرهبنة من جديد وإصلاح ما يمكن من أوضاعها دون المساس بجوهرها، وهو التوحّد مع الله، فكان عدد الرهبان الأقباط مائة وخمسين فقط في عهد كيرلس الرابع الملقب بالبابا الإصلاحي ومن ثم تتابع بالارتفاع خلال حبريتي كيرلس السادس وشنودة الثالث حتى وصل العدد إلى ما هو عليه الآن.

### المدارس اللاهوتية
وتعتبر مدرسة الإسكندرية المسيحية هي أول مدرسة من نوعها في العالم، فبعد نشأتها حوالي عام 190 م، على يد العَلاَّمة المسيحي «بانتينوس»، أصبحت مدرسة الإسكندرية أهم معهد للتعليم الديني في المسيحية. وكثير من الأساقفة البارِزين من عِدَّة أنحاء في العالم تم تعليمهم في تلك المدرسة، مثل «أثيناغورَس»، و«كليمنت»، و«ديديموس»، والعلامة العظيم «أوريجانوس»، الذي يُعتبر أب عِلم اللاهوت، والذي كان نَشِطاً كذلك في تفسير الكتاب المقدس والدراسات الإنجيلية المُقارنة. وقد كتب أكثر من 6000 تفسيراً للكتاب المقدس، بالإضافة إلى كتاب «هيكسابلا» الشهير. وقد زار العديد من العلماء المسيحيين مدرسة الإسكندرية، مثل القديس «جيروم» ليتبادل الأفكار ويتصل مباشرة بالدارِسين. إن هدف مدرسة الإسكندرية لم يكن محصوراً على الأمور اللاهوتية، لأن علوم أخرى مثل العلوم والرياضيات وعلوم الاجتماع كانت تُدَرَّس هناك. وقد بدأت طريقة «السؤال والجواب» في التفسير بدأت هناك. ومن الجدير بالذِّكر، أنه كانت هناك طرق للحفر على الخشب ليستخدمها الدارسون الأكفاء ليقرؤوا ويكتبوا بها، قبل برايل بـ15 قرناً من الزمان!
تم إحياء المدرسة اللاهوتية لمدرسة الإسكندرية المسيحية (الكلية الإكليركية) عام 1893 م. واليوم لديها مبانٍ جامعية في الإسكندرية، والقاهرة، ونيوجيرسي، ولوس أنجلوس، حيث يدرس بها المُرَشَّحون لنوال سِرّ الكهنوت، والرجال والسيدات المؤهلون العديد من العلوم المسيحية كاللاهوت والتاريخ واللغة القبطية والفن القبطي.. بالإضافة إلى الترنيم والأيقنة (صنع الأيقونات) والموسيقى وصنع الأنسجة.

## الإيمان والمعتقدات

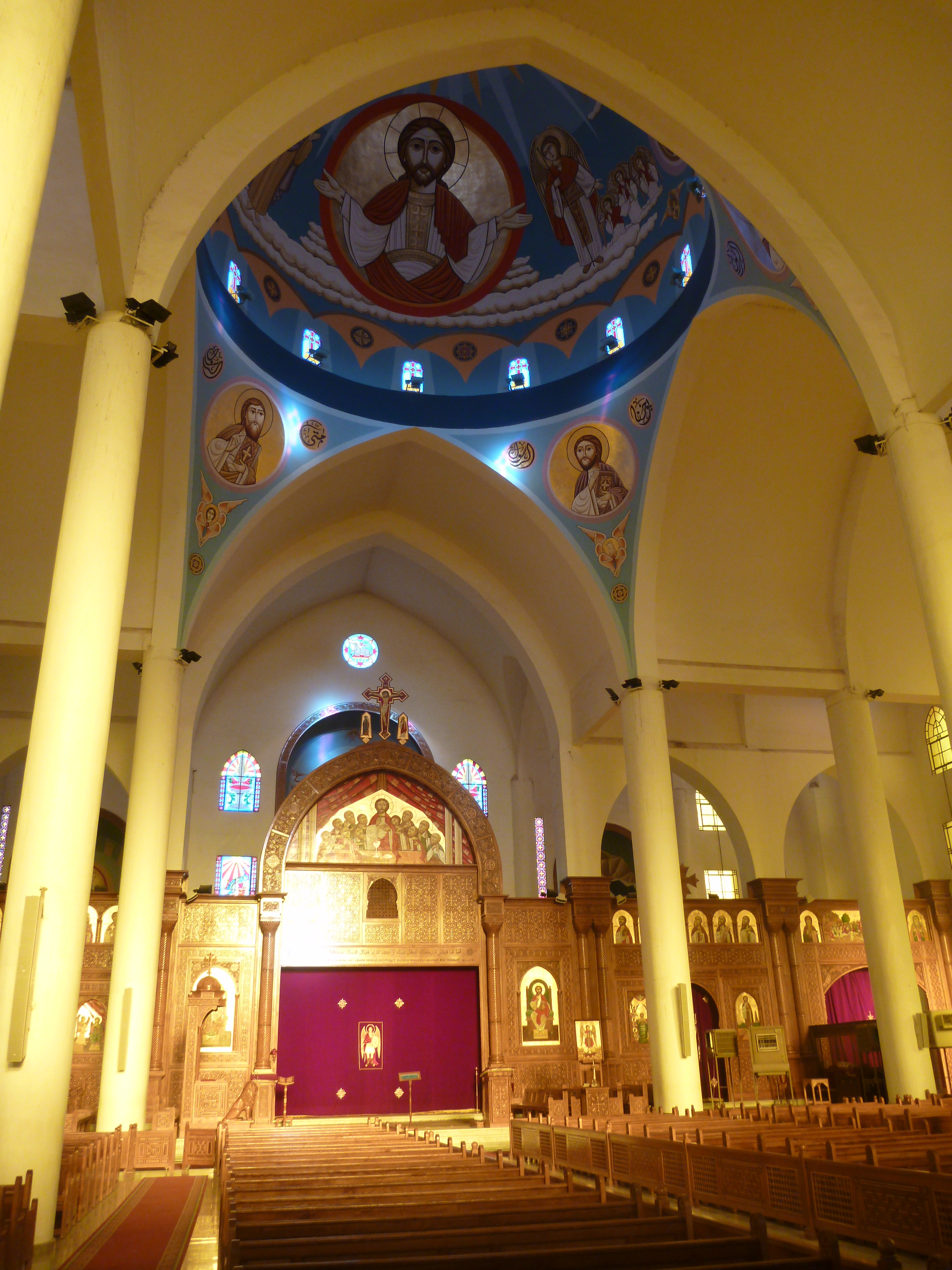
كاتدرائية القديس ميخائيل في أسوان، حيث يظهر صحن الكنيسة والمذبح والقبّة.

تعتبر الكنيسة القبطية الأرثوذكسية من الكنائس المسيحية التقليدية، أي التي تقر الأسرار السبعة والمجامع المسكونية الأربعة والتسلسل الهرمي في السلطات، والتقليد الكنسي المتوارث وكتابات آباء الكنيسة، وبالتالي هي تشابه في كثير من ذلك، سائر الكنائس الأرثوذكسية المشرقية وكذلك الكنائس الأرثوذكسية الشرقية والكنيسة الكاثوليكية والكنائس البروتستانتية الأسقفية. وتعتبر الكنيسة القبطية من الكنائس الثالوثية، أي التي قالت بوحدانية الإله، غير أنها ميّزت بين ثلاث «مظاهر» أو «أقانيم» له. هذه الأقانيم متساوية في الجوهر ولا يمكن أن تنفصم عن بعضها البعض، وهي الآب الضابط الكل وخالق السماء والأرض وكل ما يرى وما لا يرى، والروح القدس المنبثق من الآب ويشكل قوته الفاعلة في العالم، والموحي للأنبياء والمهلم للآباء ومقوي الكنيسة، والابن الذي يدعى «كلمة الله» التي اتخذت جسمًا وتجسدت حبًا بالبشرية وفي سبيل خلاصها، ودعيت يسوع الذي صلب ومات وقام محققًا النبؤات السابقة لمجيئه، بعد أن ترك العديد من التعاليم والمواعظ. أما بالنسبة لطبيعة يسوع أو الكرستولوجيا فإن الكنيسة القبطية تؤمن بطبيعتين إلهية وبشرية اتحدتا بشكل لا يقبل الانفصام مطلقًا في طبيعة واحدة، وعبارة «الطبيعة الواحدة» سببت رفض الكنيسة القبطية الاعتراف مجمع خلقيدونية، بيد أن العام 1988 شهد حلّ هذا الخلاف حلّ مع الكنيسة الكاثوليكية بالوصول إلى تعريف جديد لطبيعة يسوع.(5)
تؤمن الكنيسة القبطية بالكتاب المقدس وبأنه قد كتب بوحي الروح القدس وبناءً عليه وعلى تفاسير آباء الكنيسة له تبني إيمانها. كذلك تؤمن بالأسرار السبعة المقدسة وهي العماد للدخول في المسيحية ويتم وفق ما جاء في العهد القديم للذكر بعد أربعين يومًا وللأنثى بعد ثمانين يومًا من ميلادها، وذلك بتغطيس كامل الجسم في الماء كدليل على الموت والقيامة؛ وسر الميرون لتثبيت المؤمن وهو مستقى أيضًا من العهد القديم ويتم برشم الجسم بستة وثلاثين مرة بزيت الميرون المكون من سبعة عشر نوعًا من الطيوب، ويمنح هذا السر بعد العماد مباشرة. أما سر التوبة فيتم فرديًا، وهو مهم من أجل التناول خلال القداس الإلهي، وتحبذ الكنيسة أن تعترف كل عائلة لدى كاهن واحد بحيث يصبح كمرشد روحي لها. وسر مسحة المرضى وسر الزواج، وتعتبر الكنيسة القبطية من أكثر الكنائس محافظة فيما يخصّ فسخ الزواج أو إبطاله إلا في حالة الزنى وبعض الحالات القهرية الأخرى، ولا يتم دون موافقة مجلس أساقفة المطرانية، ويحق أن يطلب الطلاق الزوج أو الزوجة، بيد أن هذه التضييق على الطلاق سبب بضع مشاكل للكنيسة، فضلاً عن منع الزواج خلال فترات الصوم، والكنيسة القبطية ترفض تعدد الزوجات. وسر القربان حيث يتحول الخبز والخمر إلى جسد يسوع ودمه في القداس الإلهي وأخيرًا سر الكهنوت. أما المجامع المسكونية التي تعترف بها الكنيسة القبطية، فهي مجمع نيقية ومجمع القسطنطينية ومجمع أفسس ومجمع أفسس الثاني.

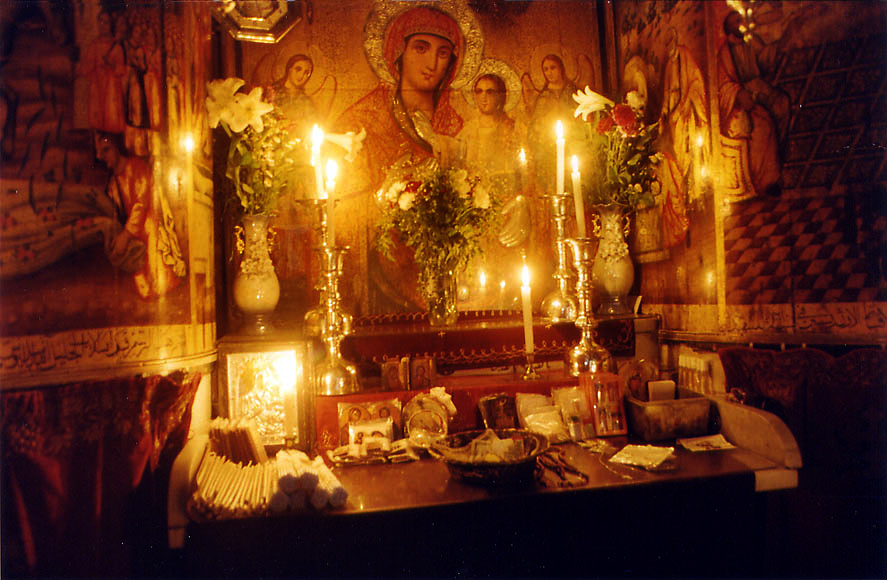
المصلّى القبطي في كنيسة القيامة في القدس، والمكرّس على اسم مريم العذراء.

فيما يخصّ العقائد المريمية، تؤمن الكنيسة بشفاعة مريم وكذلك بكونها قد حملت بيسوع بعذرية، وأنها قد مكثت عذراء قبل الميلاد وفي الميلاد وبعده، وهي بعيد وفاتها قد انتقل جسدها إلى السماء مباشرة، لذلك فإن الكنيسة القبطية تخصص صلوات وطلبات لمريم وتضع أيقوناتها في الكنائس، وهناك عدد من التراتيل الدينية الخاصة بمدحها، كذلك فإن شهر كياهك وهو من شهور السنة القبطية يخصص لتكريم ومدح مريم العذراء. وترفض الكنيسة القبطية عددًا من العقائد المريمية الخاصة بالكنيسة الكاثوليكية كالشراكة في الفداء أو أن يكون قد حُبل بها بلا دنس، لكن الكنيسة القبطية تؤمن بظهورات العذراء، وقام المجمع المقدس للكنيسة القبطية الأرثوذكسية بتثبيت عددًا من الظهورات المريمية الخاصة على أرض مصر.
تؤمن الكنيسة القبطية بشفاعة القديسين، ويتسمى الأقباط بأسمائهم، وكذلك الكنائس والأديرة، وتخصص أعياد وتذكارات خاصة لمدحهم، وتوضع أيقوناتهم في الكنائس تخليدًا لدورهم وتضحياتهم في بناء المسيحية؛ وقد قدمت الكنيسة القبطية عددًا من القديسين الذين اشتهروا في العالم المسيحي قاطبة، كالقديس موريس، القائد الروماني المصري، الذي رفض إجحاد إيمانه بالمسيحية، فقلته الرومان وأعضاء كتيبته المؤمنة أيضًا بالمسيحية وتدعى الكتيبة الطيبية. وقد دفن القديس موريس في سويسرا ويعتبر شفيع تلك البلاد. في العصور الحديثة، نادرًا ما تقوم الكنيسة القبطية برفع قديسين جدد، ويتم ذلك بموافقة أعضاء المجمع المقدس للكنيسة، في حين يتولى البابا مهام إعلان ذلك، ومن القديسين حديثي العهد القديس كيرلس السادس الذي كان بابا الإسكندرية السابق. أما الخلاص فبحسب إيمان الكنيسة القبطية، لا يمكن أن يتم إلا بالإيمان والأعمال سويّة، ويتم بعد الدينونة العامة التي سيقوم بها يسوع في اليوم الأخير حين يثيب على الصالحين بدخول الجنة.
تؤمن الكنيسة كذلك بالصوم، وتعتبر الصوم بحسب طقس الكنيسة القبطية من أطول مدد الصوم مقارنة بسائر الكنائس المسيحية، ويبلغ مجموع طول أيام الصوم مائتي وعشر أيام في العام، منفصلة عن بعضها البعض، ولعلّ أبرزها الصوم الكبير والصوم الصغير وصوم أسبوع الآلام المسمى في الطقس القبطي «البصخة المقدسة» وصوم نينوى والصوم الذي يسبق عيد انتقال العذراء وصوم الرسل، ويكون الصوم بالامتناع عن تناول الطعام والشراب بين فترتي الشروق والغروب والامتناع عن تناول أية منتجات حيوانية طوال فترة الصوم، غير أنها عادة ما تبسط حسب السنّ والحاجة والمرض وسوى ذلك.

## الكتاب المقدس القبطي
مخطوطة مبكرة من العهد الجديد مكتوبة باليونانية والقبطية (أكميم). هذه مخطوطة من البردي لإنجيل يوحنا، يرجع تاريخها من الناحية الخطية إلى القرن الرابع. تحتوي هذه المخطوطة أيضًا على نص رسالة أكليمندس الأولى، والتي تعتبرها الكنيسة القبطية بمثابة قانون العهد الجديد.

## الليتورجيا والطقوس

### نشأة الطقس القبطي وتطوره
عموم الطقوس المسيحية إنما نشأت أولاً في القدس والتي تدعى «أم الكنائس»، ومنها تفرعت وانتقلت إلى مصر وبلاد الشام حيث نشأت العواصم اللاحقة للطقوس المسيحية وهي بنوع خاص أنطاكية والرها في بلاد الشام والإسكندرية في مصر؛ بيد أنّ الطقوس المسيحية عمومًا تأثرت ببعضها البعض ونمت بشكل متوازي، وبناءً عليه يمكن القول بتشابه عام في خطوطها العريضة. أما الوضع في الطقس القبطي فهو مختلف تمامًا، يعود ذلك بسبب حالة العزلة التي فرضت على كنيسة الإسكندرية في أعقاب مجمع خلقيدونية عام 451، ومن ثم الفتح الإسلامي الذي جعل البلاد معزولة عمّا يدور خارجها في روما أو القسطنطينية، مجمل القول أن الطقس القبطي قد تتطور تطورًا ذاتيًا وبعيدًا عن سائر الطقوس المسيحية، واستجلب من الواقع المصري مراحل تطوره؛ أبرز مراحل الإصلاح كانت في القرن الثاني عشر على يد البابا غابرئيل الثاني، ومن ثم في القرن الخامس عشر على يد البابا غابرئيل الخامس، ومنذ ذلك الوقت لم تحصل أي تطورات تذكر على الطقس القبطي أو حذف أو إضافة أي طقوس خاصة به، وقد ضبط النصّ بشكل دائم في أعقاب طباعة الكتب الطقسيّة التي بدأت في القرن الثامن عشر تحديدًا في عام 1736 على يد الأنبا روفائيل الطوخي وذلك في روما، إذ لم يكن هناك مطابع في مصر بعد. أحد أبرز المعالم العريضة للطقس القبطي هو الطول من حيث المدة الزمنية يعود ذلك لاستحباب تكرار الصلوات والأدعية وكثرة الترانيم، كذلك فإن من مميزات الطقس القبطي استخدام صيغة الجماعة خلال الصلوات لا صيغة الفرد، فضلاً عن كثرة الحركات الطقسية ذات الرموز الخاصة، إضافة إلى اعتماد الصلوات على جمل أو مقاطع معينة من الكتاب المقدس تدمج في صيغة الصلوات أو الأدعية، ويشير الباحثون إلى أن عددًا وافرًا من الطقوس الفرعونية قد أدخلها آباء الكنيسة القبطية إلى الطقس القبطي بعد أن ارتدت معاني ورموز مسيحية، فالطقوس بشكل عام هي ابنة التقاليد والعادات السائدة في المجتمع.
الطقوس القبطية تاريخيًا كانت تقام باللغة القبطية وإلى جانبها بعض المقاطع باللغة اليونانية التي كانت لغة ثقافة ذلك العصر، وبعد انتشار العربية بين أقباط مصر، عُربت بعض أقسام الطقوس خصوصًا القداس فأصبحت تتلى بالقبطية والعربية، وفي بلاد الانتشار ترجمت الأسقفيات القبطية بعض المقاطع أيضًا إلى اللغات المتداولة في تلك البلاد، فأدخلت نصوص بالإنجليزية والفرنسية والألمانية وغيرها إلى الطقوس القبطية، إلى جانب القبطية والعربية.

### السنة الطقسية والأعياد
تتألف السنة الطقسية القبطية من سبعة أزمنة مركزة على حياة يسوع وتعاليمه، تبدأ السنة الطقسية القبطية في 11 سبتمبر من كل عام الموافق لليوم الأول من شهر توت في السنة القبطية، وهي الزمن الخاص لطلب البركة ويستمر حتى بدأ زمن الميلاد الذي يستمر بدوره أربع أسابيع، حول ميلاد يسوع ومن ثم عماده على يد يوحنا المعمدان؛ يتميز هذا الزمن بالسهر عشية كل يوم سبت وقضاء الليل كله بالتسبحة والصلاة حتى فجر الأحد؛ يلي زمن الغطاس المخصص لتذكار عماد يسوع على يد يوحنا وينتهي بذكرى عرس قانا الجليل ويدعى عموم هذا الزمن «زمن الفرح»؛ يليه في 27 فبراير بدء صوم نينوى أو صوم يونان الذي يشكل مدخلاً للزمن التالي وهو زمن الصوم الكبير الممتد سبعة وأربعين يومًا لكل أسبوع منها اسم محدد مستقى من تعاليم يسوع أو مواعظه، وفي ختامه يبدأ أسبوع الآلام المسمى في الطقس القبطي «البصخة المقدسة» حيث تتواصل الصلوات القبطية المستذكرة لآلام يسوع وصلبه ثم موته فقيامته التي يبدأ بها «زمن الفصح» والذي يدعى أيضًا «زمن القيامة» أو «الخمسين المقدسة» نظرًا لأنه يمتد خمسين يومًا ينتهي بأحد العنصرة، وهو ذكرى حلول الروح القدس على التلاميذ الاثني عشر كما ورد في سفر أعمال الرسل، وتشير صلوات وطلبات وقراءات الخمسين المقدسة بشكل واضح إلى لاهوت يسوع، وفق الطقس القبطي؛ وبعد انقضاء الخمسين المقدسة، تدخل الكنيسة القبطية بزمن «الرسل» وتبدأه بالصوم المخصص على اسم الرسل، يليه ختامًا الزمن السابع المخصص لمريم العذراء.

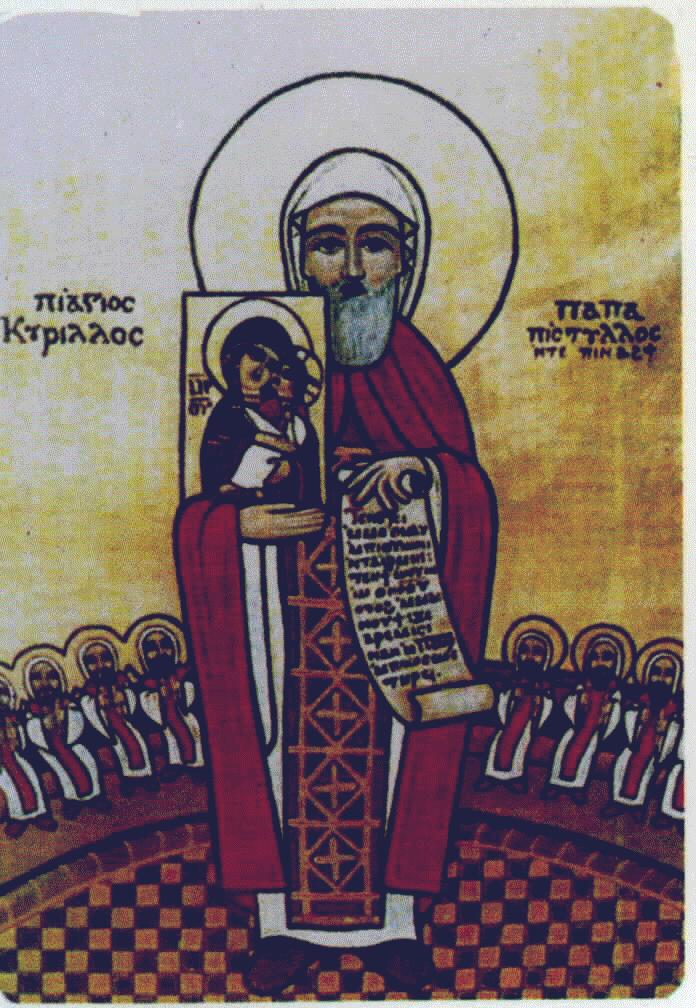
مُعلم الكنيسة الجامعة البابا كيرلس الأول يحمل «القداس الكيرلسي».

تحتفل الكنيسة القبطية، بالإضافة إلى أعياد القديسين، بأربعة عشر عيدًا مقسومة إلى سبعة أعياد كبرى تعتبر بطالة، منها عيد الميلاد الذي تحتفل به الكنيسة القبطية في 7 يناير من كل عام وعيد الفصح الذي يحتفل به في الأحد التالي لظهور أول بدر في فصل الربيع وذلك وفق حسابات خاصة تعرف باسم التقويم القبطي، وعيد الغطاس؛ أما من أعياد القديسين الهامة، فهناك عيد مار جرجس ومارمينا والشهيدة دميانة وسواهم.

### القداس الإلهي
أما في خصوص القداس الإلهي فهناك بشكل رئيسي ثلاث نصوص للقدّاس في الكنيسة القبطية، أقدمها هو قدّاس البابا كيرلس الأول؛ بحسب التقليد الكنسي فإن القديس مرقس مؤسس الكنيسة هو من وضع نصوص هذا القدّاس باليونانية وتم تناقله شفهيًا بين الأساقفة والقسس حتى تم تدوينه أول الأمر في القرن الرابع وإرساله إلى إثيوبيا ليتمكن مسيحيوها من أداءه، وبعد ذلك قام البابا كيرلس الأول بتنقيحه وتعديله وإعادة ترتيبه وإضافة مجموعة من النصوص لإغناءه، وانطلاقًا من ذلك كان أصل التسمية. أما القدّاس الثاني فهو القداس المنسوب للقديس باسيل أسقف قيصرية والثالث هو القدّاس المنسوب للقديس غريغوري النيقي أسقف القسطنطينية، ويعتبر القدّاس الباسيلي أكثر القدّاسات استعمالاً. بنية القدّاس القبطي تبدأ برتبة البخور، حيث يضع المحتفل بالقدّاس البخور في مبخرة وينفح الشعب والمذبح به بهدف التطهير، ومن ثم هناك تسبحة الصباح أو المساء حسب موعد القداس، ولا تعتبر جزءًا منه بل أشبه بمقدمة لتهيئة المشاركين في أجواء الصلاة. يلي ذلك «القراءات» وهي مجموعة من المقاطع المختارة من العهد الجديد للكتاب المقدس وتناسب الزمن الطقسي أو المناسبة التي يحتفل بها، ويفصل بين كل قراءة وأخرى مجموعة من الألحان والتسابيح القبطية التي تقوم الجوقة بأدائها؛ تبدأ بقراءة من سفر أعمال الرسل ثم رسائل القديس بولس وأخيرًا رسائل الكاثوليكون الثمانية، مباشرة بعد القراءات يلقي المحتفل العظة، التي يشرح بها النصّ ويقدم معانيه، وبختام العظة يجب على غير المسيحيين أو غير المعمدين مغادرة الكنيسة، في حين يظلّ من هو معمد داخلها، ويدعى هذا القسم «قسم الكلمة» وهو ذو صلوات متبدلة بحسب المناسبة المحتفل بها، ويليه «قسم الإفخارستيا» ولا يشارك به سوى المعمدين في طقس الكنائس الأرثوذكسية المشرقية عمومًا. «قسم الإفخارستيا» يبدأ بصلوات التوبة والغفران والطِلبات حيث يصلّي المحتفل من أجل الكنيسة والحكام المدنيين ومن ثم من أجل الجمع الحاضر، وفي ختامها يتبادل المشاركون «قبلة السلام»، وفي إثرها يقوم المحتفل برتبة «غسل الأيدي» حيث يغسل يديه، ليبدأ صلوات التقديس التي فيها يتم استدعاء الروح القدس ليحلّ على الخبز والخمر فيحولهما لجسد ودم يسوع، وهو أصل القداس الإلهي وجوهره، لتتم عملية المناولة أي توزيع القربان على المشاركين، في استذكار لما فعله يسوع مع التلاميذ الاثني عشر وطلب منهم تكراره لذكراه.
المناولة القبطية تاريخيًا تقام تحت شكليْ الخبز والخمر، وحديثًا وبسبب تزايد عدد المشاركين في القدّاسات يمكن تقديم المناولة تحت شكلٍ واحد فقط مع تقديس الشكلين، اختصارًا للوقت، خصوصًا في القدّاسات الاحتفالية حيث يشارك عدد كبير من المؤمنين وتشابه الكنيسة القبطية في ذلك الكنيسة الكاثوليكية التي كانت أول من أفتت بإمكانية المناولة تحت شكلٍ واحد. وتاريخيًا أيضًا، فإن القداس الإلهي يقام مرتين في الأسبوع فقط وذلك يومي السبت والأحد، ويقام في ليلاً نظرًا لأن يسوع عندما أقامه للمرة الأولى كان في الليل، وهو ما ثبته القديس كلمينت الإسكندري في القرن الثاني. في سائر أيام الأسبوع يستعاض عن القدّاس برتبة الكلمة فقط، ويتم فيها قراءة وشرح نصوص من العهد القديم إلى جانب العهد الجديد، وتتم أيضًا صلوات وتسابيح خاصة حسب أيام الأسبوع والزمن الطقسي. فيما يخصّ نوعية الخبز المستعمل في القداس القبطي فهو خبز فطير يضاف إليه الخمير ويكتسب ذلك رمزية خاصة في علم اللاهوت، إذ يشير الخمير إلى الخطيئة حسب موروثات العهد القديم فبإضافته إلى الخبز الفطير والمسمى «الحمل» الذي يرمز إلى يسوع ورفعه، إشارة إلى إنجيل يوحنا حيث يذكر بأن يسوع هو الحمل الذي رفع خطيئة العالم.

## الإخوان المسيحيون
الإخوان المسيحيون هي جماعة أسسها بعض النشطاء الأقباط في أول يوليو 2012، عقب تولي الرئيس الراحل محمد مرسي رئاسة الجمهورية، والذين أعلنوا أن شعارها هو حب مصر هو الحل. تبنى الفكرة الناشط أمير عياد ليكون هدف الجمعية الأول النضال اللاعنفى والتوازن مع جمعية الإخوان المسلمون. وكان كل من المحامي ممدوح نخلة مدير مركز الكلمة لحقوق الإنسان، وميشيل فهمي قد طرحا الفكرة للمرة الأولى عام 2005.
بدورها، أعلنت الكنيسة المصرية رفضها لهذه الجماعة وقالت إنها لا تعرف عنها شيئًا، كما رفضتها شخصيات قبطية، مُعتبرةً أنها لا تُمثل الأقباط ولن تحل مشكلاتهم لأنها نشأت على أساس طائفي. وعقب ميشيل فهمي قائلًا: «ليست لنا علاقة بالكنيسة، ونحن لا نثير الفتن كما يقول البعض؛ لأن الفتن موجودة أصلًا، ونعمل للقضاء عليها وإخمادها، كما نسعى لتجميع الأقباط المتشرذمين، والمتخبطين، ومن يعيشون حالة من التيه السياسي، وسوف يتم إشهار الجماعة شعبيًا في القريب العاجل، من خلال مؤتمر للمؤسسين، في حضور الأعضاء وأجهزة الإعلام».

## مواضيع مرتبطة
- أقباط.
- الكنيسة البريطانية الأرثوذكسية.
- الكنيسة الفرنسية الأرثوذكسية.
- المتحف القبطي.
- معهد الدراسات القبطية.
- المسيحية في مصر
- الدين في مصر
- الكنائس الأرثوذكسية المشرقية

## حواش
- 1 فصل الشركة، يعني عدم اعتراف الكنيسة المنفصلة بالسيادة ولو الاسمية والرمزية للكنيسة القبطية عنها؛ أما الاحتفاظ بها فيعني ترك الرئاسة العليا في الكنيسة لبابا الإسكندرية، مع مراعاة إدارة الكنيسة القبطية، لعدم التدخل في أحوال الكنيسة المنبثقة عنها، إلا في الأحوال الخطيرة. في حالة الكنيسة القبطية الكاثوليكية فإن الانفصال لم يشمل فقط الانفصال الإداري بل فيما يخصّ العقائد أيضًا.
- 2 الامتداد التاريخي يأخذ بعين الاعتبار حدود البطريركية كما رسمها مجمع نيقية، الامتداد الحديث يأخذ بعين الاعتبار حيث يوجد كنائس قبطية من جهة وأبرشيات الاغتراب القبطي من جهة ثانية.
- 3 يقابل لفظ ثيوآنس في العربية من القبطية «يوحنا».
- 4 حل الخلاف الذي نشب إثر مجمع خلقيدونية في 12 فبراير 1988، بالتوصل إلى الصيغة التالية: نؤمن بأن ربنا وإلهنا ومخلصنا يسوع المسيح الكلمة المتجسد، هو كامل في لاهوته وكامل في ناسوته، وجعل ناسوته واحداً مع لاهوته بغير اختلاط ولا امتزاج ولا تغيير ولا تشويش، ولاهوته لم ينفصل عن ناسوته لحظة واحدة ولا طرفة عين، وفي الوقت نفسه نحرم تعاليم كل من نسطور وأوطيخا. وقد تم التوقيع على هذا الاتفاق في مصر، وقد أرضت الصيغة الطرفين إذ أشارت إلى الطبيعتين والوحدة بينهما، ويعزو عدد من الباحثين واللاهوتيين أحد أسباب الخلاف هو اختلاف الألفاظ وعدم الدقة في الترجمة، أيام مجمع خلقيدونية بين اللغة القبطية واللغة اليونانية واللاتينية والسريانية.

## وصلات خارجية
- موقع الكنيسة القبطية الأرثوذكسية
- مواقع الأبرشيات القبطية
- مواقع الأبرشيات القبطية في مصر
- كتاب تطور تصميم الكنائس القبطية الأرثوذكسية بمصر: كنائس وأديرة وادي النطرون
- موقع كنيسة الأنبا تكلا
- الشبكة القبطية الأرثوذكسية
- القداسات القبطية
- لاهوتيو الإسكندرية. (بالإنجليزية)